# 東武野田線
野田線（のだせん）は、埼玉県さいたま市大宮区の大宮駅から同県春日部市の春日部駅、千葉県柏市の柏駅を経由して同県船橋市の船橋駅を結ぶ東武鉄道の鉄道路線である。東武アーバンパークライン（英語: TOBU URBAN PARK Line）という愛称が付けられている。
駅ナンバリングの路線記号はTD。ラインカラーは水色●で、東武鉄道公式ホームページの路線図や駅ナンバリングサインの意匠にも採用されている。東武アーバンパークラインの愛称導入後は、フューチャーブルーとブライトグリーンがテーマカラーとして用いられ、ロゴマークや後述の8000系電車以外の運用車両のカラーリングに導入されている。
東武鉄道の路線では唯一千葉県内を通過し、また政令指定都市（さいたま市）を通過する。

## 概要
埼玉県南東部から千葉県北西部の東葛地域にかけて、東京30キロメートル（km）圏内の東半分を結ぶ路線で、1930年に全線が開通した。郊外路線だが全線が東京近郊のベッドタウンに位置し、1980年代頃から沿線の宅地化が著しく通勤利用が多い。東武では伊勢崎線（東武スカイツリーライン）・日光線などとともに東武本線（路線群）を構成する路線の一つで、伊勢崎線（東武スカイツリーライン）・日光線・東上本線（東上線）に次ぐ基幹路線と位置付けている。
当初は野田町駅（現・野田市駅）から柏駅まで醤油を運ぶ貨物輸送のために建設された。かつては野田市のキッコーマン本社内に貨物駅が存在し、柏駅からは日本鉄道（現・JR東日本常磐線）経由で日本全国に醤油が輸送されていた。1985年3月14日の国鉄ダイヤ改正に併せて貨物輸送が廃止されるまで、東武の柏駅8番線（現1番線）に貨物列車用の引込線が設けられていた。同駅は黎明期の歴史的な経緯による名残（後述）からスイッチバック構造となっており、日中の大宮駅 - 船橋駅間の急行と早朝夜間帯の一部の直通列車を除いて柏駅を境に運転系統が分離されている。
武蔵野線 南浦和駅 - 西船橋駅間の外郭にあたり、武蔵野線と同様に東京から放射状に伸びる複数の鉄道路線と接続している。大宮駅 - 高柳駅間は国道16号（指定から外れた旧道を含む）と、高柳駅 - 船橋駅間は千葉県道8号船橋我孫子線（船取線）、塚田駅 - 船橋駅間に関しては千葉県道288号夏見小室線（船橋駅周辺は千葉県道9号船橋松戸線）とほぼ並行している。

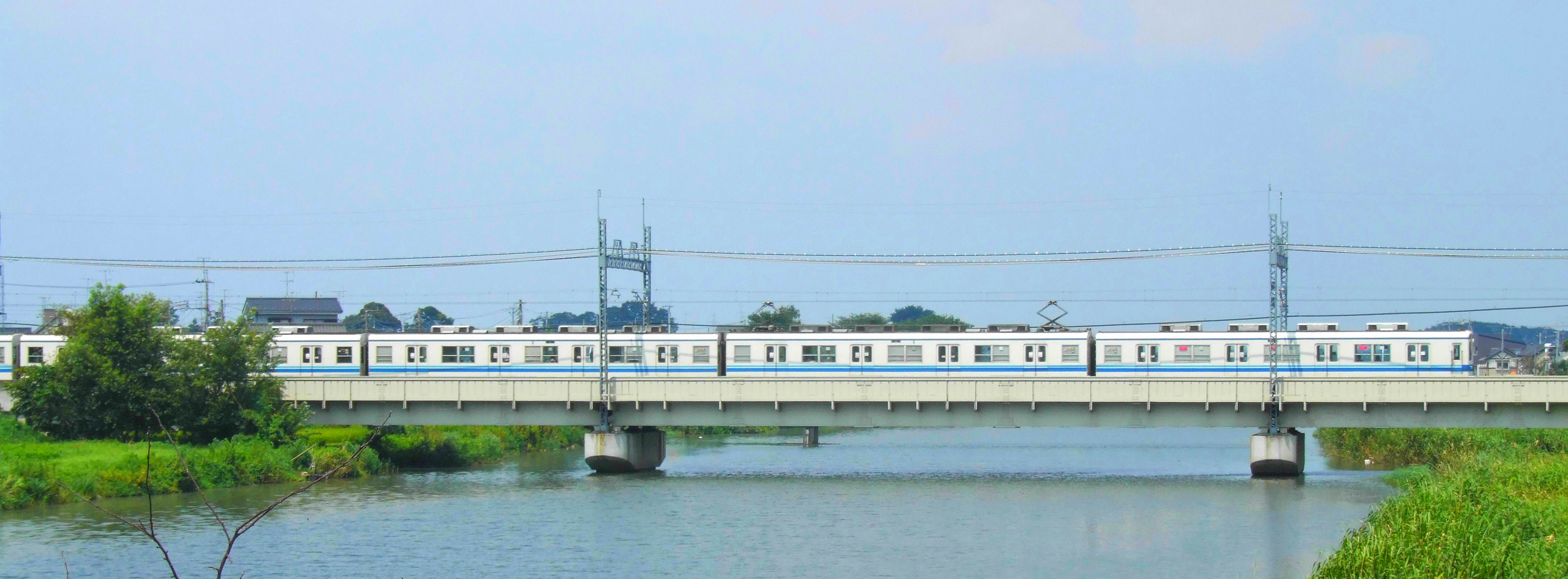
岩槻駅 - 東岩槻駅間元荒川付近

### 路線データ
- 路線距離：62.7 km
- 軌間：1,067 mm
- 駅数：35駅（起終点駅含む）
- 複線区間：大宮駅 - 春日部駅間の15.2 km、運河駅 - 柏駅 - 船橋駅間の29.5 km、延べ44.7 km（71.3 %）。
- 単線区間：春日部駅 - 運河駅間の18.0 km（28.7 %）。
  - 単線区間内でも用地や構造物が一部複線対応となっている箇所がある。なお、南桜井駅の川間駅方（約0.8 km）、梅郷駅の野田市駅方（約0.9 km）は複線のように見えるが、これらの単複境界は信号場ではなく、南桜井駅、梅郷駅の場内を延長したものであり、公式には単線である。
- 最高速度：100 km/h[3]
- 保安装置：東武形ATS

## 歴史

### 千葉県営鉄道
千葉県は、東葛飾郡野田町（現・野田市）の醤油醸造業者から舟運に頼るだけの交通の不便さを訴えられたため、1910年（明治43年）8月3日に野田町 - 東葛飾郡千代田村（現・柏市）間他1線 について軽便鉄道敷設免許申請を鉄道省に提出した。建設費は県債を募集して充てることとし、醸造組合は20万円でその県債を引き受けた。
当初、軌間は軍用軽便鉄道と同規格の600 mmを予定していたが、野田醤油醸造組合では鉄道院線（現・JR東日本線）と同軌間でなければ常磐線柏駅で貨車の直接乗り入れができず不便である点を主張し、その結果、1,067 mmに変更して着工することになった。同年8月31日に免許が下りると同時期に工事が着工され、1911年（明治44年）5月9日千葉県営鉄道野田線として、 野田町駅（現・野田市駅）- 柏駅間9マイル10チェーン (14.7 km) が開業した。

### 船橋鉄道
船橋と柏を結び千葉県営鉄道と接続する鉄道は、当初船橋鉄道が計画していた。1912年（大正元年）に出願され、1913年（大正2年）に免許を受け会社が設立されたが、役員の対立が起き、工事も進まず、1918年（大正7年）に免許が失効した。

### 岩槻電気軌道
大宮と粕壁（春日部）を結び東武伊勢崎線と接続する鉄軌道は、当初岩槻電気軌道が計画していた。1911年（明治44年）に会社の設立と同時に出願され、1912年（明治45年）に軌道敷設特許を受けたが、資金難で用地買収が進まず、こちらも1918年（大正7年）に特許が失効した。

### 北総鉄道・総武鉄道
1921年（大正10年）、千葉県当局は路線維持を前提に県営鉄道の払い下げを行う方針を打ち出した。野田線の場合、野田醤油醸造組合が野田町 - 船橋間に列車の直通運転を計画し、京成電気軌道専務取締役本多貞次郎を中心に払い下げ運動を展開した。同年、この千葉県から払い下げられた野田線（野田町駅 - 柏駅間）の経営と船橋 - 柏間の新線を敷設する目的で北総鉄道（1972年に北総開発鉄道として設立され、現在北総線を営業している北総鉄道とは無関係）を発起し、11月21日に免許が下りた。
1922年（大正11年）4月5日に創立総会を開き、東京市本所区押上町（現・東京都墨田区押上）の京成電気軌道社内に本社を置き、取締役社長には本多貞次郎が就任し、資本金150万円で北総鉄道を設立した。同月に千葉県東葛飾郡船橋町（現・船橋市）九日市に本社を移し、船橋 - 柏間の測量や用地買収にかかった。1923年（大正12年）、北総鉄道は船橋 - 柏間19.6 kmの工事に着手し、12月27日に船橋駅 - 柏駅間が船橋線として開業した。それに先立ち、同年7月には県営鉄道を41万円で譲り受け、翌8月より同社野田線（野田町駅 - 柏駅間14.7 km）として営業を開始している。船橋線開業当時は船橋線の柏駅が常磐線柏駅の東口側、野田線の柏駅が西口側（現在地）にあり、常磐線を挟む配置となっていた。
1926年（大正15年）、野田町駅（現・野田市駅）から埼玉県南埼玉郡粕壁町（現・春日部市）の東武鉄道粕壁駅（現・春日部駅）を経て、埼玉県北足立郡大宮町（現・さいたま市大宮区）の省線東北本線大宮駅までを結ぶ新線敷設の構想が北総鉄道社内から持ち上がり、同年5月31日に敷設免許を受けた。同年7月に本多貞次郎から斎藤三郎に取締役社長が交代し、12月に本社を千葉県東葛飾郡柏町（現・柏市）豊四季に移転した。1928年（昭和3年）9月に資本金を450万円に増資して工事に着手した。最初から将来の北総鉄道の電化を睨み、全線を電気運転をするという認可を受けた。同年10月に茂木七郎右衛門に取締役社長が交代し、延伸工事の便を図るべく本社を野田町に移転した。
1929年（昭和4年）5月に茂木七郎右衛門逝去のため茂木七左衛門が社長に就任、同年8月に本社を野田町駅（現・野田市駅）駅舎内に移転した。同年9月1日、野田町駅 - 清水公園駅間1.3マイル（約1.9 km）が開通し、同年11月17日に大宮仮停留所（大宮駅から北大宮駅方331 m付近。現在の埼玉県道さいたま春日部線の大栄橋付近） - 東武鉄道粕壁駅（現・春日部駅）9.5マイル (15.3 km) が開通した。この大宮 - 粕壁駅間の開通に当たって粕壁駅構内に変電施設を設置し、北総鉄道線で初の電車運転を開始した。その後大宮駅構内の工事が進み、同年12月9日に省線大宮駅まで乗り入れた。大宮駅 - 粕壁駅間が開通し、路線が下総北部にとどまらず、総・武両地方にわたるようになったことから、1929年（昭和4年）11月22日に北総鉄道から総武鉄道（総武本線を開業させた1889年設立の総武鉄道とは無関係）に社名変更した。
大宮駅 - 粕壁駅間、野田町駅 - 清水公園駅間の新線敷設工事と併せて既設線の電化工事も進められ、1929年（昭和4年）12月に野田変電所が竣工、同年12月30日から清水公園駅 - 柏駅間の電気運転を開始した。電気運転開始に当たって電気機関車3両、電車10両、そして未電化区間にはガソリンカーを1929年に3両、1930年に2両購入し、旅客営業や貨物営業に就かせた。
粕壁駅 - 清水公園駅間は江戸川架橋工事の竣工とともに1930年（昭和5年）10月1日に開通し、全線開通となった。この時から大宮駅 - 柏駅間を直通する電車の運転を開始した。これに先立ち8月30日には船橋線を常磐線西側に付け替えることで野田線柏駅に統合している。また、船橋線の船橋口では京成電気軌道との連絡線（海神線）の工事が進められ、1929年（昭和4年）12月25日に京成海神停留場を連絡駅とし船橋駅 - 海神駅間にガソリン客車による旅客営業が開始されたが、収益が上がらず1933年（昭和8年）11月に営業を休止、翌1934年（昭和9年）4月3日に営業を廃止した。
1935年（昭和10年）7月1日、埼玉県南埼玉郡岩槻町（現・さいたま市）の岩槻自動車株式会社（乗合自動車事業）を買収、また乗合自動車9両と貸切自動車1両を購入して野田町 - 越谷・草加駅間で乗合自動車事業を開業した。1936年（昭和11年）4月2日には北足立郡大宮町、上尾町・原市町近郊（現・さいたま市、上尾市）で乗合自動車事業を展開する大宮自動車商会を買収するなど、総武鉄道沿線の中小乗合自動車事業者の買収を積極的に進めた。
1937年（昭和12年）には個人経営の利根川渡船事業（現・野田市目吹あたり）も買収し、茨城県岩井町（現・坂東市）方面に向けた渡船事業も展開した。北総鉄道が発行した路線案内には清水公園駅より岩井町に到るバス路線が記載されたほか、第二次世界大戦後は芽吹大橋の架橋により愛宕駅・北越谷駅より東武バスが運行され、両駅は長らく茨城県西部への主要な乗換駅として機能した。現在でも、つくばエクスプレスの開業による減便はあるものの、系列の茨城急行自動車（茨急バス）によって野田市駅発着（愛宕駅経由）で運行されている。

### 東武鉄道
1943年（昭和18年）12月28日、東武鉄道の臨時株主総会にて東武鉄道と総武鉄道との合併が承認され、翌1944年（昭和19年）3月1日に東武鉄道と合併した。元々、総武鉄道は京成電気軌道の傍系企業であったが、本多貞次郎が取締役社長を辞任した頃から徐々に京成との関係が薄くなっていき、キッコーマンの傍系企業としての結び付きが強くなったようである。そして陸上交通事業調整法が遠因となって 東武鉄道 に吸収合併された。開業の経緯から、当初は大宮駅 - 柏駅間が 野田線 、船橋駅 - 柏駅間が 船橋線 と別路線であったが、1948年（昭和23年）に 野田線 に統合された。
なお、乗合自動車事業（路線バス）も鉄道事業と同様に東武鉄道に合併されたが、東武鉄道の路線バスは2002年に分社化が行われ、旧総武鉄道の営業エリア含む千葉県内の東武バスの運営会社は東武バスイースト株式会社として分社化され、2021年に東武バスセントラル株式会社に合併された
戦後は1957年（昭和32年）に北大宮駅 - 大宮公園駅間が複線化されたのを皮切りに、大宮・柏・船橋各駅を中心にダイヤが交錯する区間から複線化が進められた。また旧型車両から3000系列→8000系→5000系列→2080系→8000系へと車両の近代化や、駅舎の改築も順次進められてきた。1992年（平成4年）には2080系と3000系列が8000系に置き換えられたことにより、全車両が20m車両となった。2004年（平成16年）に5000系列が当路線での運用を終了した後、しばらくは8000系のみの使用で新型車両は導入されなかったが、2013年（平成25年）になって10030系と東武鉄道合併以降初の新型車両となる60000系が導入された。
2007年（平成19年）3月には、柏駅と船橋駅に発車メロディ（発車案内放送装置）を導入。その後も各駅に順次導入され、2009年（平成21年）3月に全駅への導入を完了した。2014年（平成26年）3月22日には、船橋駅に東武鉄道初のホームドアが導入されたのを皮切りに、2015年（平成27年）には柏駅でも2月7日および3月14日に段階的にホームドアが導入された。
2016年（平成28年）3月26日のダイヤ改正で急行 が、2017年（平成29年）4月21日のダイヤ改正で特急「アーバンパークライナー」が、2020年（令和2年）3月14日のダイヤ改正で区間急行 が設定された。なお、「アーバンパークライナー」は2024年3月16日のダイヤ改正より運転休止となっている。

### 年表

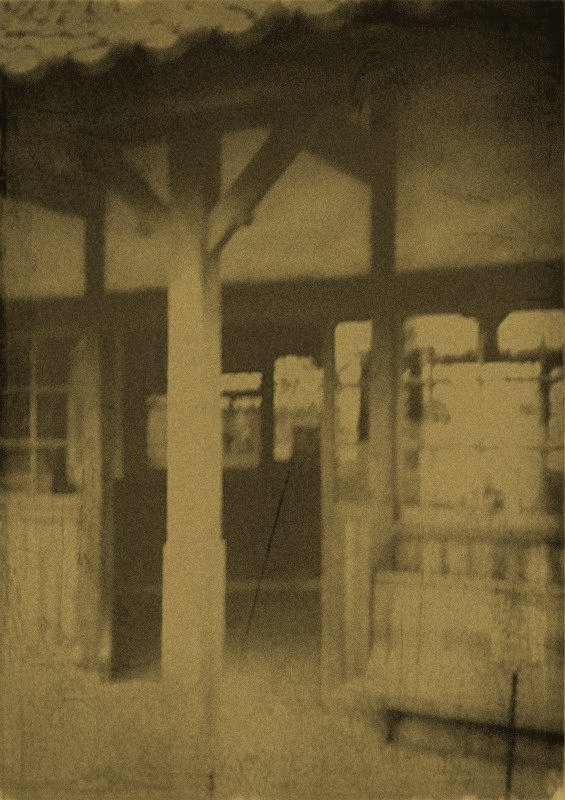
1920年代頃の野田町駅（現・野田市駅）の駅舎

北総鉄道の社紋

- 1910年（明治43年）8月31日 千葉県に対し鉄道免許状下付（千葉県東葛飾郡野田町 - 同郡千代田村間）[官報 1]。
- 1911年（明治44年）5月9日 千葉県営鉄道が野田町駅（現・ 野田市駅）- 柏駅間を開業[官報 2]。野田線とする。
- 1921年（大正10年）11月21日 鉄道免許状下付（千葉県東葛飾郡船橋町 - 同郡千代田村間）[官報 3]。
- 1923年（大正12年）
  - 8月1日 千葉県営鉄道野田線を北総鉄道に譲渡[官報 4][官報 5]。
  - 12月27日 船橋駅 - 柏駅間を開業[官報 6]。船橋線とする。
- 1924年（大正13年）4月1日 法典駅を馬込沢駅に改称[官報 7]。
- 1926年（大正15年）5月31日 鉄道免許状下付（千葉県東葛飾郡野田町 - 埼玉県北足立郡大宮町間）[官報 8]。
- 1929年（昭和4年）
  - 9月1日 野田町駅 - 清水公園駅間を開業[官報 9]。
  - 11月17日 粕壁駅（現・ 春日部駅） - 大宮駅（仮駅）間を開業（電化）[官報 10]。
  - 11月22日 北総鉄道が総武鉄道に社名変更。
  - 12月9日 大宮駅（仮駅） - 大宮駅間を開業（電化）[官報 11]。
  - 12月25日 海神線 船橋駅 - 海神駅間を開業（非電化）[官報 12]。
  - 12月30日 柏駅 - 清水公園駅間電化。
- 1930年（昭和5年）
  - 4月12日 大宮駅 - 大宮公園駅間に北大宮駅開業[20]。
  - 8月30日 船橋線を付け替え、常磐線を挟んで東西に分かれていた柏駅を野田線側に統合[21]。
  - 10月1日 清水公園駅 - 粕壁駅間（電化）開業[官報 13]。現在の野田線（大宮駅 - 船橋駅間）が全通。牛島信号所開設。
  - 12月6日 牛島信号所 - 川間駅間に武州川辺駅開業[20]。
  - 12月9日 七里駅 - 岩槻町駅間に（臨）加倉駅、岩槻町駅 - 豊春駅間に（臨）渋江駅、牛島信号所 - 武州川辺駅間に（臨）永沼駅（現・南桜井駅）開業[20]。
- 1931年（昭和6年）
  - 1月13日 加倉駅を常設駅とする。
  - 3月1日 牛島信号所を駅に変更し、牛島駅（現・藤の牛島駅）開業[20]。
  - 3月5日 牛島駅を藤の牛島駅に改称。
  - 7月1日 渋江駅を常設駅とする。
  - 7月3日 永沼駅を常設駅とする。
- 1932年（昭和7年）8月1日 永沼駅を移転し南桜井駅に改称[20][22]。
- 1933年（昭和8年）
  - 5月10日 粕壁駅 - 藤の牛島駅間に土井停留場開業（貨物駅）[20]。
  - 6月3日 豊四季駅 - 柏間駅に柏競馬場前駅（後の北柏駅。常磐線の北柏駅とは別）開業[20][23]。
  - 7月29日 増尾駅 - 高柳駅間に逆井駅開業[20]。
  - 11月1日 海神線 船橋駅 - 海神駅間の営業を休止[24]。
- 1934年（昭和9年）4月3日 海神線 船橋駅 - 海神駅間を廃止[注釈 6]。
- 1939年（昭和14年）6月10日 岩槻町駅を岩槻駅に改称。
- 1943年（昭和18年）
  - 1月26日 柏競馬場前駅を北柏駅（常磐線の北柏駅とは別）に改称。
  - 11月6日 南桜井駅 - 武州川辺駅間に米島駅開業（貨物駅）。
- 1944年（昭和19年）3月1日 陸上交通事業調整法に基づき、東武鉄道が総武鉄道を吸収合併。東武鉄道野田線・船橋線となる。
- 1945年（昭和20年）
  - 4月30日 加倉駅、渋江駅、北柏駅休止。
  - 5月20日 武州川辺駅休止。
  - 9月30日 米島駅休止。
- 1947年（昭和22年）
  - 3月1日 船橋駅 - 柏駅間電化（現在の野田線の電化完了）[26]。
  - 7月16日 土井停留場廃止。
- 1948年（昭和23年）4月16日 船橋線を野田線に統合して、大宮駅 - 船橋駅間を野田線とする[18][注釈 10]。
- 1949年（昭和24年）9月1日 粕壁駅を春日部駅に改称。
- 1950年（昭和25年）
  - 5月30日 野田町駅を野田市駅に改称。
  - 7月5日 武州川辺駅廃止。
  - 8月1日 加倉駅、渋江駅廃止。
- 1955年（昭和30年）7月5日 北柏駅廃止。
- 1956年（昭和31年）
  - 9月15日 塚田駅 - 船橋駅間に新船橋駅開業[27]。
  - 12月23日 南桜井駅と休止中の米島駅を統合、南桜井駅を米島駅の位置に移転。
- 1957年（昭和32年）9月26日 北大宮駅 - 大宮公園駅間複線化[28]。
- 1958年（昭和33年）2月16日 運河駅 - 初石駅間に江戸川台駅開業[28]。
- 1960年（昭和35年）10月1日 運河駅 - 初石駅間複線化[29]。
- 1961年（昭和36年）3月11日 大宮駅で中継していた国鉄との連絡運輸貨物列車が廃止[30]。
- 1962年（昭和37年）5月 船橋駅で中継していた国鉄との連絡運輸貨物列車が廃止。これにより、六実駅 - 船橋駅間の貨物営業を休止（のちに柏駅 - 六実駅間も貨物営業を休止）。
- 1964年（昭和39年）3月12日 塚田駅 - 新船橋駅間複線化[31]。
- 1965年（昭和40年）5月 3000系の運行を開始。
- 1967年（昭和42年）10月3日 大宮駅の民衆駅化により現在地に移設、国鉄との共同使用駅から自社管理駅となる[32]。
- 1968年（昭和43年）
  - 4月6日 大宮駅 - 北大宮駅間複線化[33]。
  - 7月1日 川間駅 - 清水公園駅間に七光台駅開業[33]。野田市駅構内にあった野田電車区を移転し、七光台電車区（現・南栗橋車両管区七光台支所）を開設[33]。
- 1969年（昭和44年）
  - 7月29日 七里駅 - 岩槻駅間複線化[33]。
  - 9月27日 大宮駅発着の臨時急行「きりふり」・「りゅうおう」 運行開始[34]。
  - 12月1日 岩槻駅 - 豊春駅間に東岩槻駅開業[34]。
- 1970年（昭和45年）
  - 4月1日 大宮 - 七光台間にATS地上装置（地上子）を導入、使用開始[35]。
  - 10月1日 七光台 - 船橋間にATS地上装置（地上子）を導入、使用開始
- 1971年（昭和46年）8月6日 大和田駅 - 七里駅間複線化[36]。
- 1972年（昭和47年）
  - 11月11日 大宮駅発着の臨時急行「きりふり」・「りゅうおう」運行終了[34]。
  - 11月27日 七光台駅 - 船橋駅間で6両運転を開始。
- 1974年（昭和49年）
  - 2月22日 大宮公園駅 - 大和田駅間複線化[37]。
  - 8月1日 岩槻駅の貨物取扱を終了[38]。これにより大宮駅 - 春日部駅間の貨物営業を休止。
- 1975年（昭和50年）5月 全編成が3000系列に統一。
- 1977年（昭和52年）
  - 6月 8000系の運行を開始。当路線の車両で初めての冷房車の導入となる[39]。
  - 8月2日 大宮駅 - 七光台駅間で6両運転を開始。全線で18 m車の6両運転となる。
- 1978年（昭和53年）11月14日 初石駅 - 柏駅間複線化[39][報道 2]。
- 1979年（昭和54年）1月8日 大宮駅の構内距離を柏駅寄りに0.1 km短縮。路線距離が62.8 kmになる。
- 1980年（昭和55年）12月17日 連続立体交差事業により、塚田駅 - 船橋駅間高架化[40]。これに伴い、船橋駅の構内距離を柏駅寄りに0.1 km短縮。路線距離が62.7 kmになる。七光台駅 - 船橋駅間で8000系の6両運転を開始。
- 1982年（昭和57年）
  - 10月26日 新船橋駅 - 船橋駅間複線化[41][42]。
  - 11月10日 馬込沢駅 - 塚田駅間複線化[43][42][報道 3]。馬込沢駅始発の船橋行きを新設。
- 1983年（昭和58年）
  - 3月 5050系の運行を開始。8000系が7月までに他線区へ転出。
  - 7月21日 柏駅 - 増尾駅間に新柏駅開業[44][45]。新柏駅 - 増尾駅間複線化[43]。
- 1984年（昭和59年）
  - 2月1日 柏駅で中継していた国鉄との連絡運輸貨物列車の廃止により[注釈 11]、野田線と国鉄の連絡運輸貨物列車が全廃。
  - 2月20日 国鉄との連絡運輸貨物列車の全廃に伴い、大宮駅 - 春日部駅間・野田市駅 - 船橋駅間の貨物営業を廃止。
  - 6月 5070系を七光台駅 - 船橋駅間で運用開始。
  - 11月27日 大宮駅 - 七光台駅間で5000系列の6両運転の開始。全線で20m車の6両運転となる。
- 1985年（昭和60年）
  - 3月5日 貨物列車の最終運行。
  - 3月14日 野田市駅の貨物取扱終了に伴い[46]、春日部駅 - 野田市駅間の貨物営業を廃止、野田線の貨物営業を全廃。
  - 11月19日 増尾駅 - 逆井駅間複線化[46][47]。単線区間の全ての駅で上下列車の列車交換が可能となる。全編成の6両化が完了。
- 1988年（昭和63年）5月 2080系の運行を開始。
- 1989年（平成元年）
  - 3月 3000系列の一部廃車により、8000系を再導入。
  - 11月28日 六実駅 - 鎌ヶ谷駅間に新鎌ヶ谷信号場開設（現在の新鎌ヶ谷駅より0.1㎞柏駅寄りに所在）、同時に六実駅 - 新鎌ヶ谷信号場間複線化[48][報道 4]。
- 1990年（平成2年）12月19日 以下の内容でダイヤ改正を実施。
  - 日中の大宮駅 - 岩槻駅間が毎時6本から毎時8本に、岩槻駅 - 柏駅間が毎時3本から毎時4本に増発。
  - 日中の春日部駅 - 柏駅間の運転間隔を15分間隔に統一。
- 1991年（平成3年）11月26日 柏駅 - 新柏駅間複線化[49][報道 5]。柏駅 - 船橋駅間の運用車両を20m車6両に統一。 以下の内容でダイヤ改正を実施。
  - 日中の運河駅 - 船橋駅間が毎時4本から毎時6本に増発。
  - 日中の柏駅 - 船橋駅間の運転間隔を10分間隔に統一。
- 1992年（平成4年）
  - 10月 3000系列が転出。
  - 11月 2080系が廃車。
  - 12月1日 野田線の大型（20m車）冷房車化完了[50]。同時にスピードアップも実施。
- 1999年（平成11年）11月25日 新鎌ヶ谷信号場を駅に変更し、新鎌ヶ谷駅開業[広報 7][報道 6]、岩槻駅 - 東岩槻駅間・鎌ヶ谷駅 - 馬込沢駅間複線化。以下の内容でダイヤ改正を実施。
  - 東岩槻駅発着を新設。日中の岩槻駅 - 東岩槻駅間が複線化に伴い毎時6本に増発[広報 7]。
  - 馬込沢駅発の船橋行きを六実駅発に延長する[広報 7]。
- 2001年（平成13年）10月14日 連続立体交差事業により、新鎌ヶ谷駅 - 馬込沢駅間高架化。
- 2004年（平成16年）
  - 10月18日 5070系が廃車。これに先立ち、同月16日・17日に当路線の車両で初めてのさよなら運転が大宮駅 - （柏駅折り返し） - 七光台駅間で運行される。
  - 10月19日 東岩槻駅 - 春日部駅間、新鎌ヶ谷駅 - 鎌ヶ谷駅間複線化[51]。以下の内容でダイヤ改正を実施[広報 8]。
    - 5070系の置き換え[51][広報 8] により全列車が8000系に統一される。
    - 最高速度を90 km/hから100 km/hへ引き上げ[広報 8]。日中の大宮駅 - 柏駅間の所要時間が上り62分、下り64分に短縮。
    - 東岩槻駅発着を廃止[広報 8]。日中の東岩槻駅 - 春日部駅間が複線化に伴い毎時6本に増発。
- 2005年（平成17年）
  - 6月20日 平日始発〜朝9時までの全列車に女性専用車両導入。
  - 8月24日 初石駅 - 豊四季駅間に流山おおたかの森駅開業[広報 9]。
- 2007年（平成19年）
  - 南桜井駅の場内を約0.8 km川間駅方へ延長（複線化ではない）。
  - 3月10日 柏駅・船橋駅に当路線で初めて発車メロディを導入。以下の内容でダイヤ改正を実施[広報 10]。
    - 日中の大宮駅 - 春日部駅間および清水公園駅・運河駅 - 柏駅間の区間運転列車を廃止し、大宮駅 - 柏駅間の運転間隔を10分間隔に統一[広報 10][52]。
    - 日中の柏駅での乗り換え時間を2 - 3分に統一。
    - 終日に渡り清水公園駅 - 柏駅間の区間運転列車を廃止。

  - 3月17日 東日本旅客鉄道（JR東日本）との通過連絡運輸を廃止。連絡運輸は継続。
  - 3月27日 大宮駅に発車メロディを導入。
- 2008年（平成20年）4月1日 北大宮駅 - 岩槻駅間の各駅に当路線の中間駅で初めて発車メロディを導入。
- 2009年（平成21年）
  - 3月23日 全駅で発車メロディの導入が完了。
  - 11月20日 柏駅 - 船橋駅間に運行管理システムを導入。
  - 11月27日 大宮駅 - 柏駅間に運行管理システムを導入。
  - 12月1日 全駅の業務を東武ステーションサービスに委託（春日部駅を除く）。
- 2011年（平成23年）
  - 4月 梅郷駅の場内を約0.9 km野田市駅方へ延長（複線化ではない）。
  - 5月9日 野田線が開業100周年（野田町駅（現・野田市駅） - 柏駅間）を迎える[広報 11]。7月15日から8月31日にかけて各種記念イベントを開催[広報 11]。
  - 6月27日 経済産業省による電力使用制限令により、平日における日中時間帯の上下各3 - 4列車を運休。
  - 7月23日 柏駅・船橋駅の営業番線がJRとの連番から東武単独表記に変更。以下の内容でダイヤ改正を実施。
    - 日中の柏駅での乗換時間が2 - 3分から6分に延長[広報 12]。
    - 日中の大宮駅 - 柏駅間の所要時間が上り65分、下り63分に延長<。
    - 岩槻駅発大宮駅行きの始発を平日で2分、土休日で6分繰り上げていずれも5:01発とする[広報 12]。
    - 柏発駅野田市駅行きの終電を4分繰り下げ[広報 12]。

  - 9月11日 平日における日中時間帯の一部列車運休を解除。
  - 12月4日 1800系を使用した「野田線開通100周年記念号」が運転される[53]。
- 2012年（平成24年）
  - 3月17日 駅ナンバリング導入。
  - 12月1日 大宮駅発の臨時特急「スカイツリートレイン」運行開始。
- 2013年（平成25年）
  - 4月20日 10030系の運行を開始[広報 13]。
  - 6月15日 60000系の運行を開始[広報 14]。
- 2014年（平成26年）
  - 3月22日 船橋駅に東武鉄道初のホームドアを導入[広報 15]。
  - 4月1日 「東武アーバンパークライン」の路線愛称を導入[広報 1]。
  - 5月10日 柏駅発野田市駅行きの終電を七光台駅行きに延長[広報 16]。
- 2015年（平成27年）
  - 2月7日 柏駅の1番線・2番線でホームドアが稼働開始[報道 7]。
  - 3月14日 柏駅の3番線・4番線でホームドアが稼働開始[報道 7]。
- 2016年（平成28年）
  - 3月26日 以下の内容でダイヤ改正を実施[広報 3]。
    - 急行を新設。通過駅への本数確保のため、急行運転時間帯に大宮駅 - 春日部駅間の普通を再設定。
    - 平日の大宮駅発柏駅行きの終電を15分繰り下げ。
    - 平日の柏駅発七光台駅行きの終電を11分繰り下げ。
- 2017年（平成29年）
  - 4月8日 大宮駅発の臨時特急「スカイツリートレイン」運行終了。
  - 4月21日 ダイヤ改正を実施し、浅草駅 - 大宮駅・野田市駅、大宮駅 - 運河駅間に特急「アーバンパークライナー」を新設（平日のみ運行。以下同じ）[報道 1][広報 4]。
- 2019年（令和元年）
  - 11月17日 高柳駅の新ホーム完成（暫定2面2線）。逆井駅 - 高柳駅間が複線化[54]。
  - 12月15日 高柳駅 - 六実駅間が複線化され[54]、柏駅 - 船橋駅間の複線化が完了[報道 8]。2020年3月13日まで、逆井駅 - 六実駅間の複線区間は暫定供用となる。
- 2020年（令和2年）
  - 1月下旬 - 2月上旬 中間駅の汎用発車メロディが変更。
  - 3月14日 以下の内容でダイヤ改正を実施[広報 5][広報 6]。
    - 逆井駅 - 六実駅間の複線区間と高柳駅の新ホーム（2面4線）が本供用となる。
    - 特急「アーバンパークライナー」のうち、野田市駅行きの運行区間が柏駅まで延長。柏駅 - 春日部駅間に1本新設。
    - 運河駅 - 船橋駅間で急行の通過運転を開始。通過駅の本数確保のため、急行運転時間帯に運河駅 - 柏駅間の区間列車（普通）を再設定。
    - 大宮駅 - 柏駅間に区間急行を新設。
    - 高柳駅発着を新設し、六実駅発着を廃止。
    - 平日ダイヤを中心に全区間で15-30分程度終電を繰り下げ。
    - 高柳駅発船橋駅行きの始発を8分繰り上げ、高柳駅4:50発とする。六実駅発柏駅行きの始発を船橋駅発に延長し、船橋駅4:54発とする。

  - 6月6日 ダイヤ改正により、大宮駅 - 柏駅間に特急「アーバンパークライナー」を2往復新設[広報 17]。
- 2021年（令和3年）3月28日 連続立体交差事業により、清水公園駅 - 梅郷駅間高架化[広報 18]。
- 2024年（令和6年）3月16日 ダイヤ改正により、特急「アーバンパークライナー」の運行を取りやめ[広報 19]。
- 2025年（令和7年）3月8日 5両編成の運行を開始[55][報道 9]。同時に80000系の運行も開始[報道 9]。

## 運行形態
大宮駅 - 春日部駅間 (15.2 km) および、運河駅 - 柏駅 - 船橋駅間 (29.5 km) の各区間が複線で、それ以外は単線である。単線区間である春日部駅 - 運河駅間はすべての駅で上下列車の列車交換が可能である。早朝・深夜を除いてほぼ全駅で列車交換を行っており、ネットダイヤを形成している。そのためこれ以上の増発はほぼ不可能な状況にある。
野田線では大宮駅から柏・船橋方面に向かう列車を下り、船橋駅から柏・大宮方面に向かう列車を上りと定めている。
2県をまたぎ長距離で運転されるにもかかわらず、特急や急行などの優等列車は後述の臨時列車を除いて2016年3月25日まで設定がなく、各駅停車のみの運行であった。2016年3月26日のダイヤ改正からは大宮駅 - 春日部駅間を通過運転する急行が設定され（後節も参照）、あわせて長らくなかった種別表示を東上線と同様の形で行うようになった。特急「アーバンパークライナー」を除いて全ての定期列車が8000系・10030系・60000系の6両編成で運行されている。2025年春からは5両編成の80000系が導入される予定である。
柏駅はスイッチバック状の配線であり、本数増に伴い交差支障を避けるため、運行系統は大宮駅 - 柏駅間と柏駅 - 船橋駅間に分かれている。ただし、日中の大宮駅 - 船橋駅間の急行のほか、輸送力および車両走行キロの調整および検修設備を持つ南栗橋車両管区七光台支所との出入庫運用を確保するため、早朝の大宮駅 - 船橋駅間の普通、七光台駅 - 船橋駅間の出入庫列車など、柏駅を跨いで直通運転する列車も存在する。普通が直通する場合、柏駅で先発列車に接続するときは、柏駅で乗り換える方が早く到達するダイヤが組まれている。
大宮駅 - 船橋駅間の移動は野田線を乗り通す（柏駅乗り継ぎで約90分。運賃は切符830円・IC827円）よりも、JR線を乗り継いだ方が運賃は高いが所要時間は短い（上野東京ライン・総武快速線を使い東京駅経由で約70分。運賃は切符950円・IC945円）。2020年3月14日のダイヤ改正で、運河駅 - 船橋駅間も急行の通過運転が開始され、大宮駅 - 船橋駅間が柏駅での乗り換えを経ずに最短76分（土休日）で移動できるようになった。
最高速度は、2004年10月19日ダイヤ改正において従前の90km/h から100km/hとなっている。

### 列車種別
野田線の列車番号の付番方法は「列車番号の付番方法#野田線（東武アーバンパークライン）」を参照。

#### 特急
2017年4月21日のダイヤ改正で平日夜間に500系「リバティ」を使用した特急「アーバンパークライナー」が設定された。当線として初の定期特急となる。
新設当初の運転系統は、東武スカイツリーライン（伊勢崎線）から直通運行の2系統と当線内運行の1系統の計3系統で、浅草駅 - 大宮駅間、浅草駅 - 野田市駅間、大宮駅 - 運河駅間を運行していた。浅草駅 - 大宮駅間は2本運行され、1本は6両編成で、もう1本は後述の野田市駅行きとの併結だった。浅草駅 - 大宮駅・野田市駅間は浅草駅 - 春日部駅間では併結して6両編成で運行し、春日部駅で大宮行き（1 - 3号車）と野田市行き（4 - 6号車）に分割、それぞれ3両編成で運行されていた。大宮駅 - 運河駅間は3両編成で運行されていた。
2020年3月14日のダイヤ改正で、運転系統が東武スカイツリーラインから直通運行の1系統と当線内運行の2系統に変更された。6両編成の浅草駅発大宮駅行きが春日部駅止まりの「スカイツリーライナー」に短縮され、浅草駅発野田市駅行きが柏駅まで延長された。大宮駅発運河駅行きは据え置かれ、新たに柏駅発春日部駅行きが新設された。同年6月6日の東武スカイツリーラインのダイヤ改正では大宮駅 - 柏駅間の列車が2往復新設された。
停車駅は急行と同じだが、浅草発のみ八木崎駅、豊春駅、東岩槻駅に停車していた。
その後、春日部駅の高架化工事進捗に伴い当線と東武スカイツリーラインを結ぶ連絡線が撤去されたため、2024年3月16日のダイヤ改正で廃止された。

#### 急行

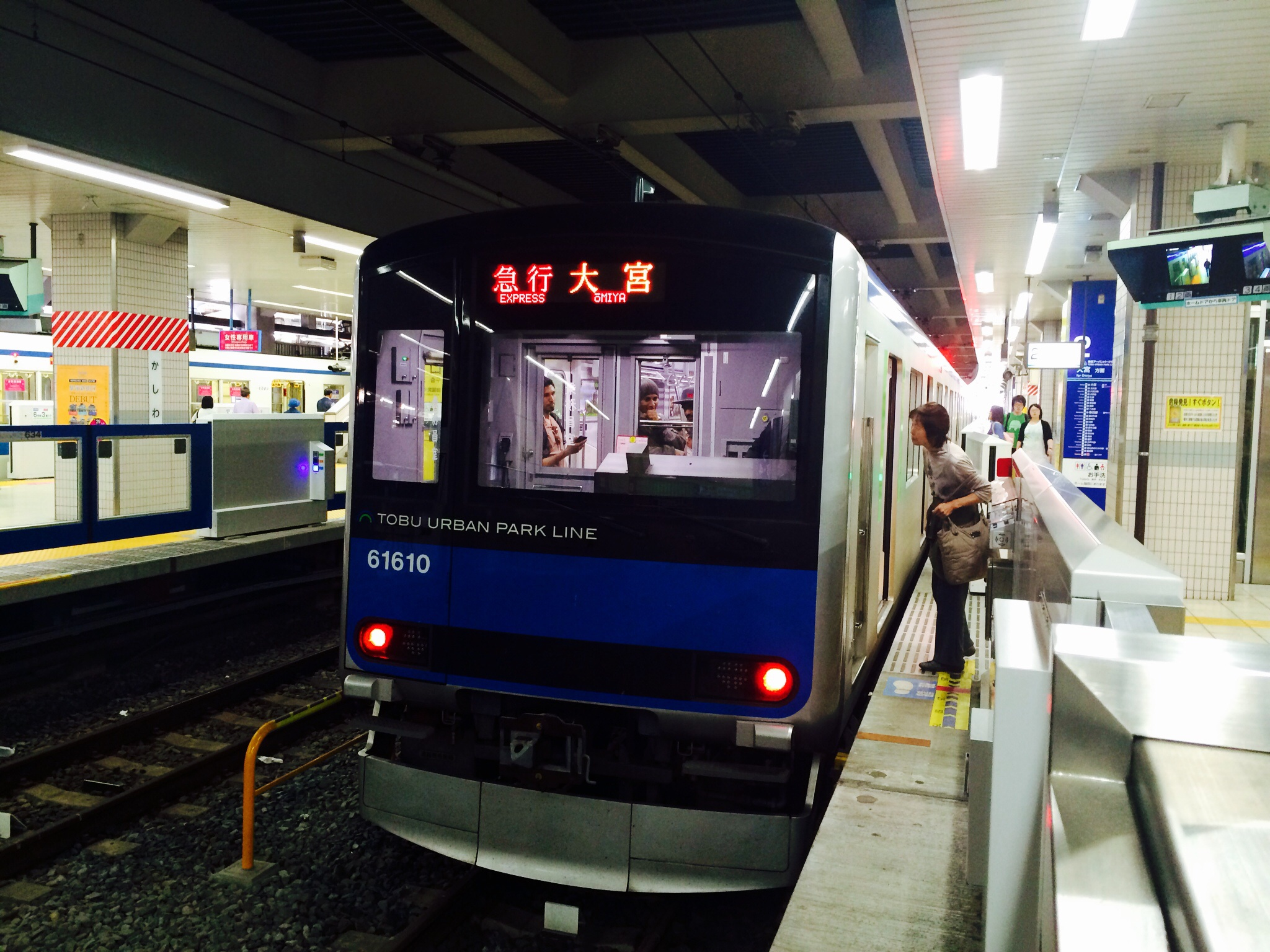
60000系による急行（柏駅）

2016年3月26日のダイヤ改正で新設された種別。停車駅は大宮駅、岩槻駅、春日部駅 - 運河駅間の各駅、流山おおたかの森駅、柏駅、高柳駅、新鎌ヶ谷駅、船橋駅。
路線図上のシンボルカラーは濃ピンク■。英文表記は「EXPRESS」「EXP.」。車両では赤色で表記される。
新設当初は大宮駅・岩槻駅・春日部駅に停車し、春日部駅 - 船橋駅間は各駅に停車していた。平日は9 - 16時台に約30分間隔で上下計31本、土休日は7 - 8時台に上り2本、9 - 20時台に約30分間隔で上下計50本運転していた。基本的に大宮駅 - 柏駅間が中心で船橋発着は平日・土休日ともに1日1往復だった。春日部駅で普通と緩急接続していたが、土休日下りの夕夜間帯に限り岩槻駅で春日部行き普通と緩急接続していた。
2020年3月14日のダイヤ改正より、運河駅 - 船橋駅間でも通過運転が開始された。日中時間帯は大宮駅 - 船橋駅間に約30分間隔で運行、柏駅 - 船橋駅間は朝や夕方・夜間にも約30分間隔で設定されており、日中時間帯を含め平日は上下計69本、土休日は上下計65本運転。これにより所要時間が柏駅 - 船橋駅間で最大11分、大宮駅 - 船橋駅間で最大16分短縮された。上下線とも春日部駅・運河駅・柏駅・高柳駅で緩急接続する。

#### 区間急行
2020年3月14日のダイヤ改正で新設された種別。それまで急行として設定されていた種別からの変更。運行区間は大宮駅 - 柏駅間、停車駅は大宮駅・岩槻駅・春日部駅 - 柏駅間の各駅。
路線図上のシンボルカラーは薄ピンク■。英文表記は「SECTION EXPRESS」。一部車両は「SECTION EXP.」「SEC.EXP」と略されている。車両では基本的に赤色表記で表示方法は伊勢崎線系統と同じである。
平日は朝に上り2本、夕方に下り2本、土休日は朝に上り4本、夕方・夜間には急行の代わりに上下9往復が運行される。従来の急行と同様に土休日下りの夕夜間帯は岩槻駅で春日部行き普通と緩急接続する。

#### 普通
各駅に停車する。車内や駅でのアナウンスでは「各駅停車」と称される。ごく一部の駅アナウンスでは「普通」を使用する。
基本的に大宮駅 - 柏駅間と柏駅 - 船橋駅間に分かれている。大宮駅 - 船橋駅間を直通する列車も数本あるものの、先述の通り柏駅で先発列車に接続するときは乗り換える方が早いダイヤが組まれている。ラッシュ時には七光台発着や高柳発着の列車もある。
路線図上のシンボルカラーは東武スカイツリーラインと同じグレー■。英文表記は「LOCAL」。
大宮駅 - 柏駅間は、以前は直通列車のほか大宮駅 - 岩槻駅・春日部駅間や清水公園駅・運河駅 - 柏駅間など多数の区間列車が設定され、1時間あたり4 - 8本と区間ごとに輸送力のばらつきがあった。2007年3月10日のダイヤ改正で、日中時間帯は運行本数が10分間隔で1時間あたり6本に、運転区間も大宮駅 - 柏駅間に統一されるとともに、一部の駅で行われた安全側線の設置・弾性ポイントへの交換による通過速度向上などの改良によって、大宮駅 - 柏駅間の所要時間が3 - 4分短縮された。柏駅 - 船橋駅間はダイヤ改正以前より日中10分間隔で運転されており、柏駅をまたぐ乗り継ぎ時間が2 - 3分に短縮された。しかし2011年7月23日のダイヤ変更時には柏駅での待ち時間が6分に拡大され、大宮駅 - 柏駅間の所要時間が3 - 4分ほど延びた。
2016年3月26日のダイヤ改正では急行の設定に伴う通過駅の列車本数確保のために大宮駅 - 春日部駅間の区間列車が平日の日中、土休日の日中から夕夜間帯に再設定された。しかし、平日は急行と同数が設定されたものの、土休日の朝2本の上り急行（現・区間急行）に対しては設定されず、通過駅では減便となった。
その後、2020年3月14日のダイヤ改正で急行の通過運転区間拡大に伴う通過駅の列車本数確保のため、運河駅 - 柏駅間の日中にも区間列車が再設定された。春日部駅 - 柏駅間の各駅に停車する区間急行の運転時間帯には設定されていない。

### 日光線・鬼怒川線直通列車
1965年（昭和40年）頃、当時の大宮市（現・さいたま市）周辺の自治体が大宮駅 - 東武日光駅・鬼怒川温泉駅間の直通列車を要望した。東武鉄道はこの要望に応える形で1969年（昭和44年）9月27日より1972年（昭和47年）11月11日まで、春と秋季の観光シーズンの土休日に、大宮駅 - 春日部駅 - 東武日光駅・鬼怒川温泉駅間の臨時急行（有料）「きりふり」・「りゅうおう」を運行した。
「きりふり」は日曜祝日に設定、朝方に東武日光駅行き、夕方に大宮駅行きの1往復を運転、「りゅうおう」は土曜日に設定、昼に鬼怒川温泉駅行きのみを運転した。途中停車駅は岩槻駅・春日部駅・下今市駅のみ、使用車両は5700系電車だった。
直通列車の運行が打ち切られた後、大宮市などは「大宮駅から野田線を経由して日光・鬼怒川への直通特急の新設を」という要望を繰り返し出し、1990年（平成2年）8月28・29日には1720系「DRC」を使用して大宮駅 - 鬼怒川温泉駅間（28日）、東武日光駅 - 大宮駅間（29日）に大宮市の市制施行50周年を記念した団体列車「大宮市民号」が運行された。この年に就役した100系「スペーシア」の乗り入れと、大宮市と友好都市を結んでいる福島県南会津郡舘岩村（現・南会津町）の玄関口となる会津鉄道会津線会津田島駅への列車運転が期待されたが、東武側は「利用が見込めない」として要望を断っている。その後、東武日光線とJR宇都宮線（東北本線）を相互直通運転する特急の運行が発表され、2006年（平成16年）3月18日より「日光」・「（スペーシア）きぬがわ」として運転が開始され、大宮駅が停車駅となったことにより、さいたま市はこれを「事実上の再開」とみなして件の要望を取り下げている。
千葉県側からも、昭和40年 - 50年代の春と秋に沿線各市や松戸市の一部の市立小学校の修学旅行などのため団体臨時列車「たびじ」が運転されていた。当時は殆どが単線で線路容量に余裕がなく、船橋駅の高架化および駅ビル（東武百貨店船橋店）建設により構内が狭隘を極めており、多くは柏駅発着となっていた。同時期の鬼怒川温泉向け団体臨時列車では、車両運用の関係から5700系を柏駅 - 船橋駅間で一般客を混乗させる処置をしたこともある。平成に入ると修学旅行の出発が早朝になることが増え、柏駅の着発線の容量面から野田市駅発着となった。

### 東武スカイツリーライン（伊勢崎線）直通列車

#### 大宮方面
前述のように日光・鬼怒川方面への直通列車は過去に運行例があったものの、逆方向となる東武スカイツリーライン（伊勢崎線）浅草方面への運行は長らく行われていなかったが、2012年（平成24年）に開業した東京スカイツリーと東京スカイツリータウンへ向かう旅客のアクセス確保と東武博物館で動態保存されることになった8000系 リバイバルカラー編成の披露を兼ねて、8月29日から9月3日までの間、大宮駅 - とうきょうスカイツリー駅間の直通運転を行った（途中停車駅は春日部駅のみ）。この時は東武トラベル（現在の東武トップツアーズ）が主催した東京スカイツリー開業100日記念ツアーの参加者のみ乗車できた一種の貸切列車であったが、9月29日から11月25日の土休日には同じ区間で臨時列車を運行した。途中停車駅は大宮駅 - 春日部駅の各駅と北千住駅のみ。11月17・18日はリバイバルカラー編成が東上線のイベントおよび記念ツアーに使用されたため通常の8000系で運転した。2013年は、8月11日から8月25日までの日曜日に同区間で再度臨時列車を運転した。10月19日には埼玉県などが主催するアニメイベント「アニ玉祭」に東武鉄道が協力、「アニ玉コスプレトレイン」をとうきょうスカイツリー駅 - 大宮駅間で8000系リバイバルカラー編成を使用して運行した。この時は東武トラベルが主催したアニ玉祭ツアーの参加者のみ乗車できた一種の貸切列車であったが、2014年10月11日には野田線仕様の10030系を使用した臨時列車「アニ玉祭トレイン」を同区間で運行した（途中停車駅は北千住駅と春日部駅 - 大宮駅間の各駅）。
2012年12月1日からは、6050系電車を改造した展望列車634型 を用いて土曜日に、大宮駅発浅草駅行き臨時特急「スカイツリートレイン」4号を途中停車駅は春日部駅・北千住駅・とうきょうスカイツリー駅のみとして運行することとなり、1972年以来40年ぶりに野田線に一般向け臨時優等列車が設定されたが、大宮駅行きは設定されなかった。当初は2013年1月26日までの運行としていたが3月9日まで延長。3月16日のダイヤ改正後は一部の祝日にも運行されることになり3月20日から再開された。
2015年8月8日からの毎週土曜日には「スカイツリートレイン」4号に加えて「スカイツリートレイン」52号 を運転、同時に特急料金も値下げされている。しかし2016年3月19日をもって運休となった。「スカイツリートレイン」52号の運行に伴い伊勢崎線太田駅発浅草駅行きの「スカイツリートレイン」2号が運休となっていた。
北陸新幹線が金沢駅まで延伸開業した2015年3月14日から同月中の土休日には、大宮駅発浅草駅行き臨時快速（途中停車駅は「スカイツリートレイン」4号と同じ）が6050系電車で運行され、2015年7月18日から8月2日までの土休日にも運行された。
大宮発の特急「スカイツリートレイン」4号は2017年4月8日が最後の運行となった。

#### 野田市方面
2015年12月4日から同月中の金曜日（25日を除く）と22日に浅草から清水公園・野田市方面に向かう臨時列車として、浅草駅発運河駅行き臨時特急「きりふり」267号が300系で運行された。途中停車駅はとうきょうスカイツリー駅・北千住駅と野田線内の春日部駅 - 運河駅間の各駅で、野田線内だけを乗車する場合は特急料金は不要。2016年も12月2日から同月中の金曜日（23・30日を除く）と22日に運行された。

### 運転本数
2020年3月14日改正時点の日中の運転本数は以下の通り。
| 種別＼駅名 | 種別＼駅名 | 大宮 | …   | 春日部 | 春日部 | …   | 運河 | 運河 | …   | 柏  | 柏  | …   | 船橋 |
| ---------- | ---------- | ---- | --- | ------ | ------ | --- | ---- | ---- | --- | --- | --- | --- | ---- |
| 運行範囲   | 急行       | 2本  | 2本 | 2本    | 2本    | 2本 | 2本  | 2本  | 2本 | 2本 | 2本 | 2本 | 2本  |
| 運行範囲   | 普通       | 2本  | 2本 | 2本    |        |     |      |      |     |     |     |     |      |
| 運行範囲   | 普通       | 4本  |     |        |        |     |      |      |     |     |     |     |      |
| 運行範囲   | 普通       |      |     |        |        | 2本 |      |      |     |     |     |     |      |
| 運行範囲   | 普通       |      |     |        |        |     |      |      | 6本 |     |     |     |      |

### 他社線との直通構想

#### JR京浜東北線
1980年代終盤から1990年代半ばまで、大宮駅で接続するJR京浜東北線へ相互乗り入れを求める運動が自治体を中心に起きた。契機は1988年8月に当時の沿線自治体である大宮市、岩槻市（いずれも現・さいたま市）、春日部市、庄和町（現・春日部市）が、嘆願書を東武鉄道とJR東日本へ提出したことであった。その後4市町とJR東日本、東武鉄道、埼玉県により「東武野田線・JR線乗り換え改善検討会」が発足し、1996年までのべ6回の検討会が開催された。
これは、野田線の大宮駅利用者のほぼ9割がJRへの乗り換え客であり、同駅では野田線と京浜東北線のホームが隣り合わせになっていることによる自治体独自の構想であった。
かつての同駅は当時の国鉄と東武の共同使用駅で、野田線は現在のJRの3番線の辺りから発着しており、1・2番線の京浜東北線ホームと現在の野田線のホームは東武の貨物ヤード（貨物廃止後は留置線として使用）であった。国鉄の通勤五方面作戦による赤羽駅 - 大宮駅間の三複線化と大宮駅の民衆駅化に伴い、国鉄の土地であった貨物ヤードを活用して京浜東北線ホームを設置し、野田線のホーム移設・改札を分離して自社管理駅となったのである。
そもそも両社に相互乗り入れ構想はなく、京浜東北線は10両編成で野田線は6両編成であること、車体長が異なり当時の野田線は20m級車両のほか18m級車両も運転されていたことや、保安装置の違いや大宮駅をはじめ各駅の大規模な改良工事が必要になることなどから、実現は困難であると結論された。
この運動を機に沿線自治体の乗り換え改善の要望を受け、東武は1995年に大宮駅の改良工事を施工している。ホームを柏方に若干移動してスペースを捻出し、エスカレーターを設置した連絡通路を新たに整備するなどして混雑緩和を図ったが、JR側の改札位置が従来のままのために改良前より距離が延びた。このため利用者から2階コンコースのJR駅東側ルミネ大宮1出入口周辺に「東改札口」の設置など、改善を求める声が強い。
なお、2016年から当線の沿線自治体で作る「東武伊勢崎線・野田線整備促進協議会」が大宮駅でのJR線との乗換改善や京浜東北線との相互乗り入れの実現を千葉県・埼玉県・東武鉄道に要望 し、交通政策審議会が同年4月20日に出した第198号答申で、「駅空間の質的進化に資するプロジェクト等」のうち大宮駅を「広域的な交通ネットワークの拠点となる駅におけるプロジェクト」の一つに、2017年8月2日には政令で「都市再生緊急整備地域」の一つとして大宮駅周辺地域を、それぞれ選定したことから、さいたま市などによる「大宮駅グランドセントラルステーション化構想」の一環で駅舎の橋上化、ホーム位置の南進・2面3線化・拡幅・ホームドアの設置などの大規模な改良や新たな東西自由通路設置による乗換改善を図る構想がある。

#### 営団地下鉄東西線
かつて、野田線は帝都高速度交通営団（営団地下鉄、現在の東京メトロ）東西線と直通運転する計画があり、1968年の都市交通審議会答申第10号で、地下鉄東西線の西船橋駅以東については「東武鉄道野田線方面に至る路線」とされた が、答申には野田線が乗り入れる駅は明確に記載されていなかった。
この東西線延伸計画は、千葉ニュータウンへのアクセス鉄道路線の第3ルートとして千葉県が立案した物がベースになっており、東西線の延伸先が新船橋駅であると明示されていた。この案では同駅から野田線に乗り入れて、既存の路線を活用・改良して柏駅方面へ向かい、現在の新鎌ヶ谷駅の南側に新駅「粟野」を設置して現在の千葉ニュータウン中央駅方面へ向かう新線を敷く構想であった。1972年の都市交通審議会答申第15号で東西線の西船橋駅以東の終点は京成電鉄本線の勝田台駅（東葉勝田台駅）に変更となり、後に東葉高速鉄道東葉高速線として延伸は実現したが、野田線とは接続しないこととなった。新船橋駅の近傍には東海神駅が設置されている。同時に千葉ニュータウンへのアクセス鉄道のルートは都営地下鉄1号線（現在の都営浅草線）・京成電鉄線経由のルートが採用されて、北総開発鉄道北総線・住宅・都市整備公団千葉ニュータウン線（それぞれ現在の北総鉄道北総線、千葉ニュータウン鉄道線）および京成成田スカイアクセス線として実現した。北総線は第1期線を建設する際、並走する新京成電鉄新京成線（現在の京成松戸線）と野田線が交差する位置に、第3ルート案の新駅に相当する位置に新駅の設置を前提にした信号場を設置し、事実上第1ルート案に近い新京成線松戸駅に暫定的に乗り入れた。そして第2期線建設時に信号場を駅に変更して新鎌ヶ谷駅を設置し、新京成線と暫定乗り入れを終了した。北総線の第2期線が開業した当初は、新京成線と共に野田線とは接続しなかったが、のちに東武は新京成に次いで新鎌ヶ谷駅を設置している。

#### 埼玉高速鉄道線
2000年（平成12年）の運輸政策審議会答申第18号で、埼玉高速鉄道 (SR) 埼玉高速鉄道線（埼玉スタジアム線）は、現在の終点である浦和美園駅から埼玉スタジアム2002近郊を経て岩槻駅に至り、更にJR宇都宮線の蓮田駅まで延伸することが示された（現在未着工だが、先行区間として岩槻駅までの延伸が検討されている）。2005年（平成17年）の「埼玉高速鉄道延伸検討委員会」において、岩槻駅での埼玉高速鉄道線と野田線の直通運転も検討され、大宮駅方面と春日部駅方面の2方向への直通案が検討されたが、野田線側の設備等の構造により「直接の乗り入れは不可能である」と結論付けられ、野田線岩槻駅の地下部に埼玉高速鉄道線の駅施設を建設する方向でまとまった。

## 使用車両

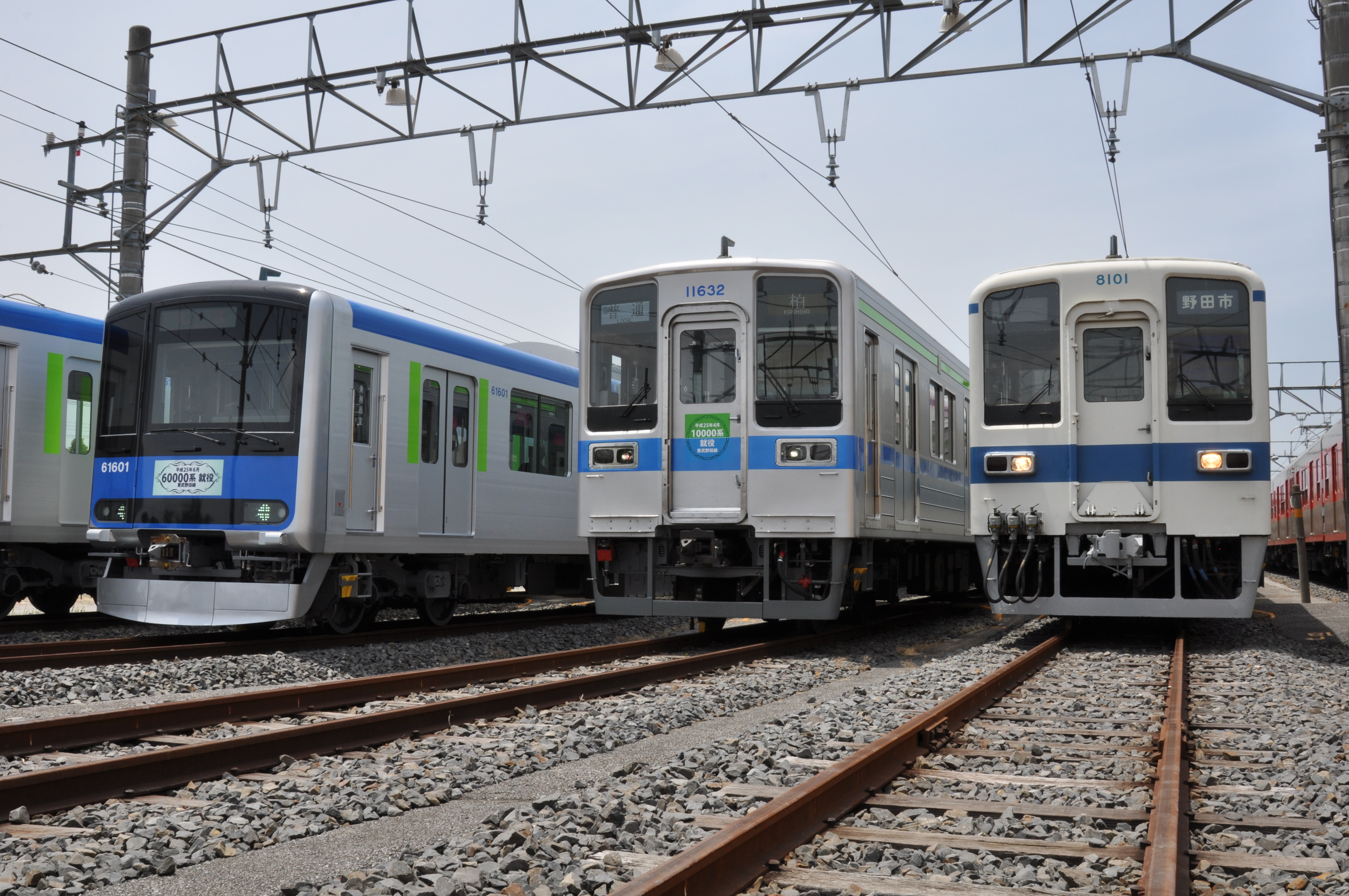
「60000系デビューイベント」の撮影会で並ぶ野田線の車両
左から60000系61601F・10030型11632F・8000系8101F
（南栗橋車両管区七光台支所・2013年6月）

車種は現用車両はすべて電車で、過去の車両も特に記述しているもの以外は電車である。
歴史的背景から、野田線内系統の急行・区間急行・普通に使用されている全車両が南栗橋車両管区七光台支所所属である。「東武アーバンパークライン」の愛称名導入に伴い、先頭車の前面と側面両側に愛称のロゴが付され2014年に全車に施された。

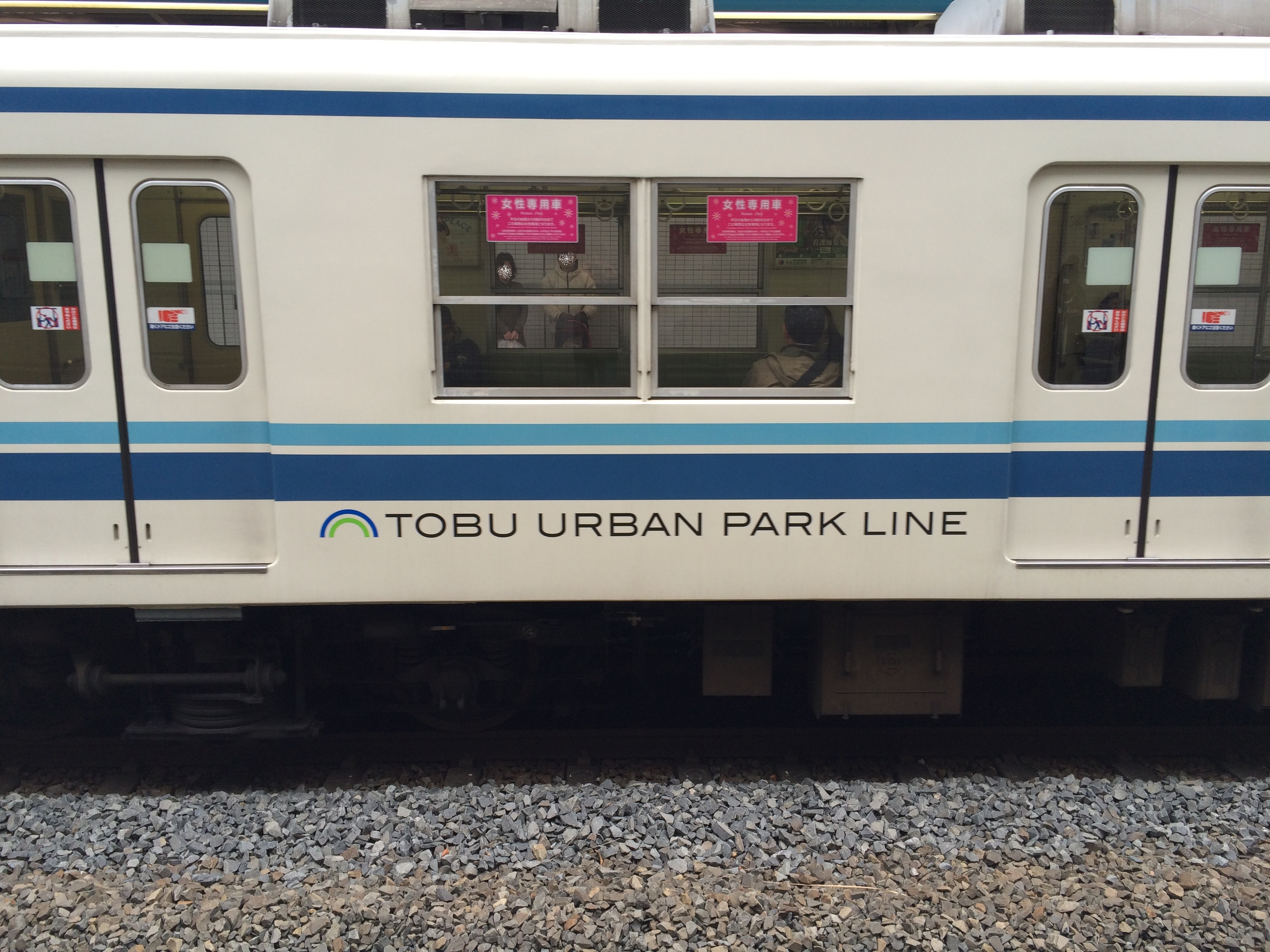
8000系車両の側面に付けられた
東武アーバンパークラインのロゴ

### 現在の使用車両
- 8000系
  - 野田線で運転される8000系は全編成6両編成となっている。2024年12月現在、8000系はすべて貫通編成となっているが、かつては4両と2両を連結した編成も在籍していた。このうち一部は800型・850型へ捻出するため運転台が撤去されていた。分割可能編成も中間に入る先頭車がデッドマン装置未施工、転落防止幌設置のため事実上は固定編成となっているものの、クハ8600形の貫通幌は撤去されていなかったが、2013年3月ごろに検査を受けた編成以降、貫通幌は撤去された。なお、これら4両+2両の連結編成は現在は廃車され野田線に存在しない。現存編成のほとんどは行先方向幕がLED化され、バリアフリー対応（車椅子スペース設置）となっているが、8111F[注釈 15]・8159F・8163Fの各編成は方向幕式で車椅子スペースは未設置である。2023年11月に廃車になった8150Fは野田線に残った最後の冷房改造車で2015年4月の8121+8544Fの廃車以降東武博物館保有の8111Fに置き換えられるまで事業用車の8506Fを除き一般営業運用の8000系として、また東武鉄道で定期運用される通勤形車両としては最古参の編成であった。
- 10030型
  - 森林公園検修区から転入した編成 (11652F) が、2013年4月20日から運転を開始した。転入にあたり東武スカイツリーラインとの誤乗防止の観点から、同時期に導入された60000系に準じ帯と車両番号がロイヤルマルーンからフューチャーブルー（青）に変更され、新たに上部にブライトグリーン（黄緑）の帯が配置された[広報 13]。2013年5月30日には、南栗橋車両管理区より転入してきた11632F（リニューアル車）が運用を開始した。2021年9月現在、10000系車両は9編成が在籍し運用されている。野田線では6両固定編成で運用されるため、転入の際に一部例外があるものの先頭車の電気連結器と前面貫通扉の渡り板、貫通幌を撤去している。非リニューアル車は方向幕式で、他はフルカラーLED式の行先表示である。
- 60000系
  - 野田線で定期列車に運用される通勤型車両としては、1944年に総武鉄道が東武鉄道に吸収合併されて以来初の新型車両である。
  - 2012年度鉄道事業投資計画によれば、8000系の代替を目的として同年度に野田線用の新型車両「60000系電車」を2編成12両新造、2013年度から導入することが決定した[広報 31][広報 32]。2013年6月9日のイベント列車で先行運用し[広報 33]、6月15日から営業運転を開始した[広報 14]。さらに、2013年度計画予定では6編成36両[広報 34]、2014年度計画予定では8編成48両[広報 35]。2015年度計画予定では2編成12両を新造する[広報 36]。
- 80000系
  - 2025年3月8日に運行を開始した。5両編成[報道 9][55][広報 20]。

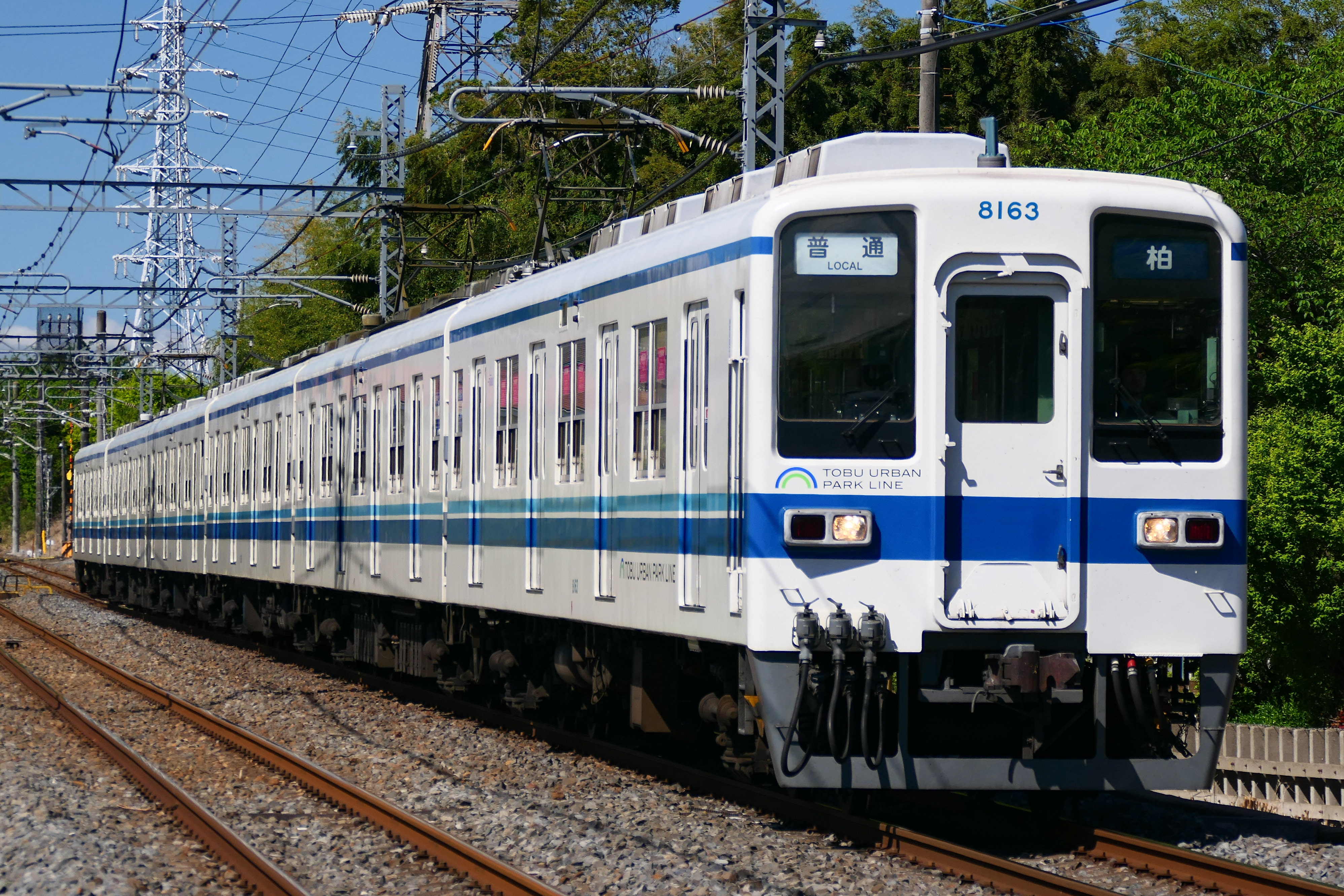
8000系（幕式表示器）
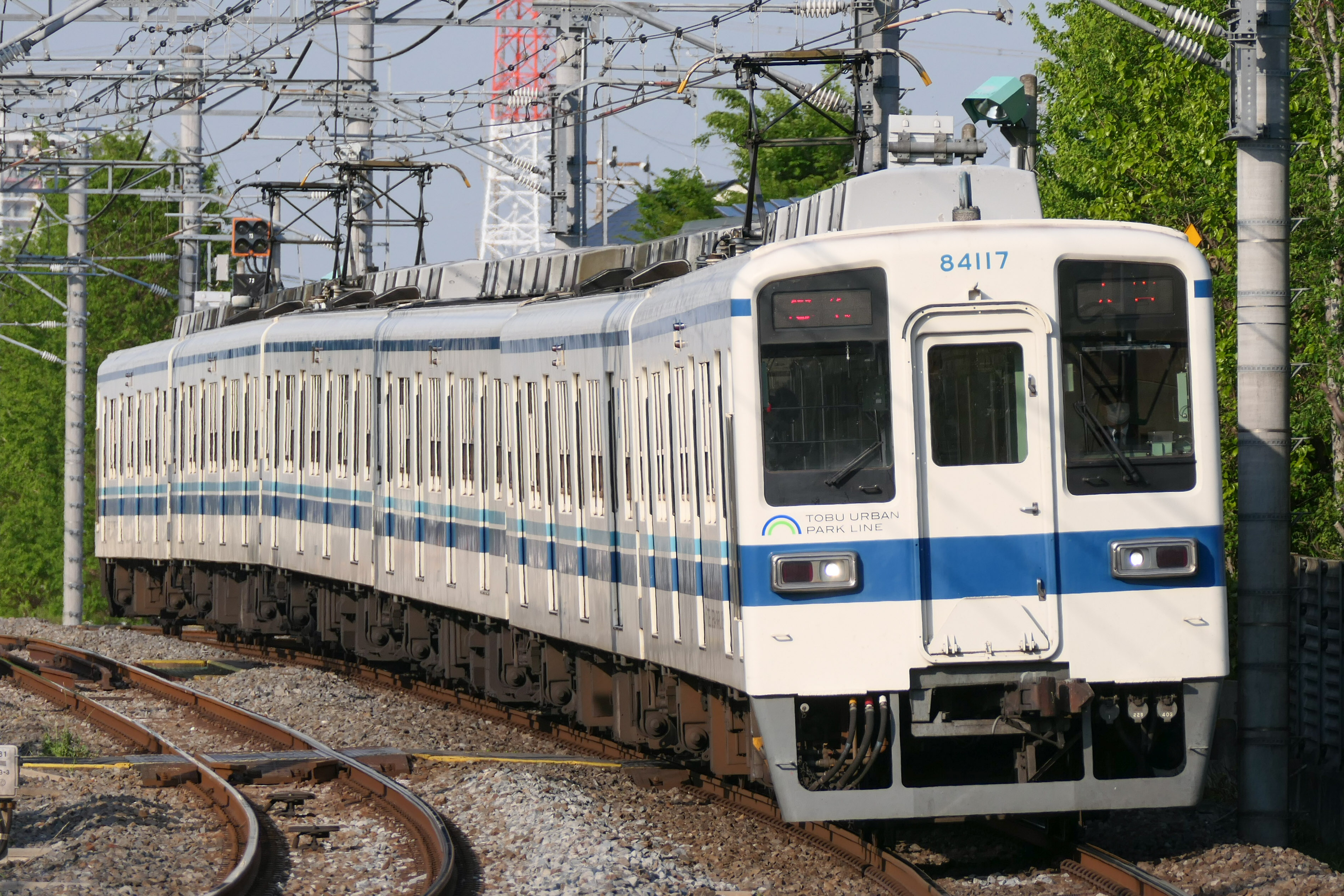
8000系（LED式表示器）
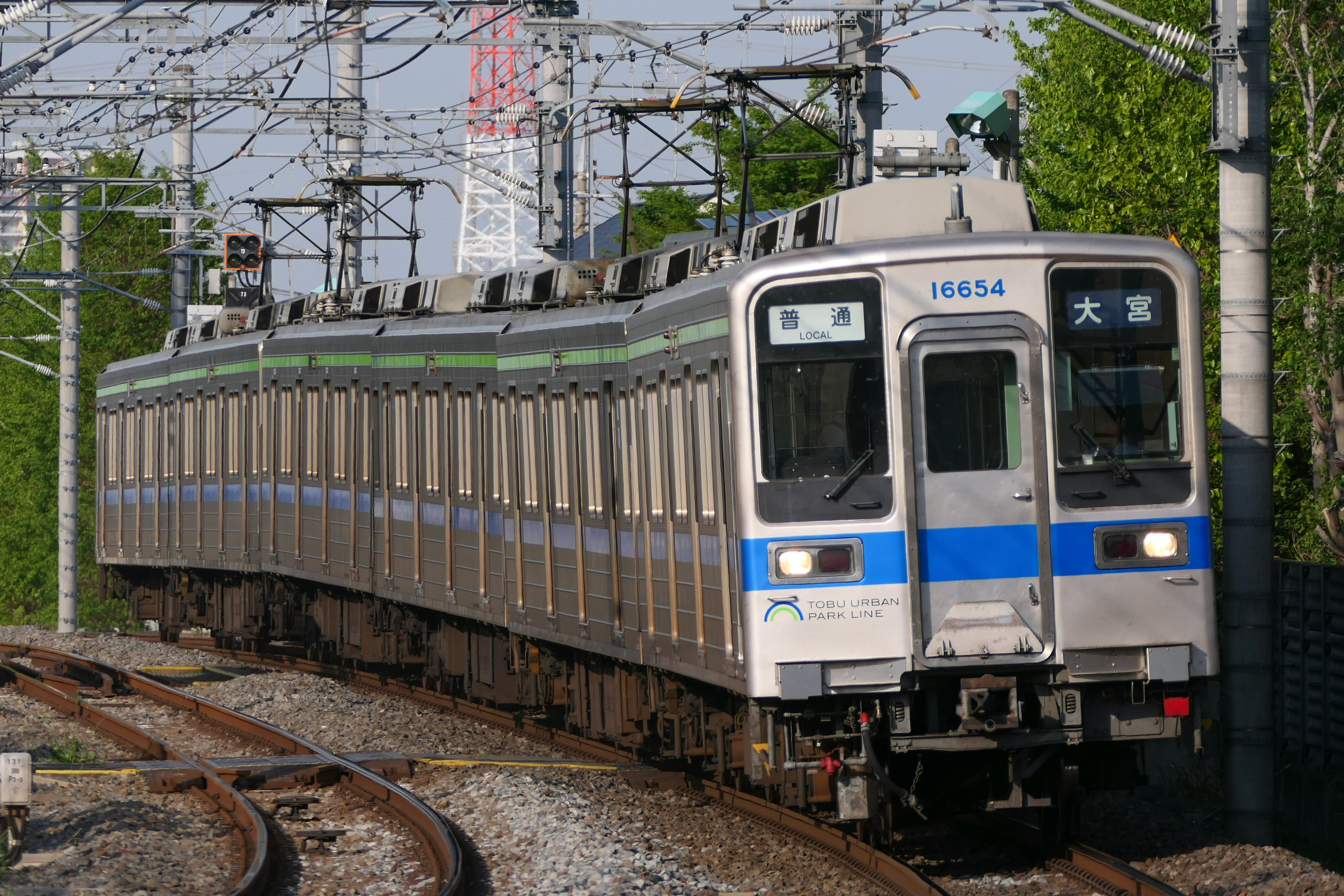
10030型50番台
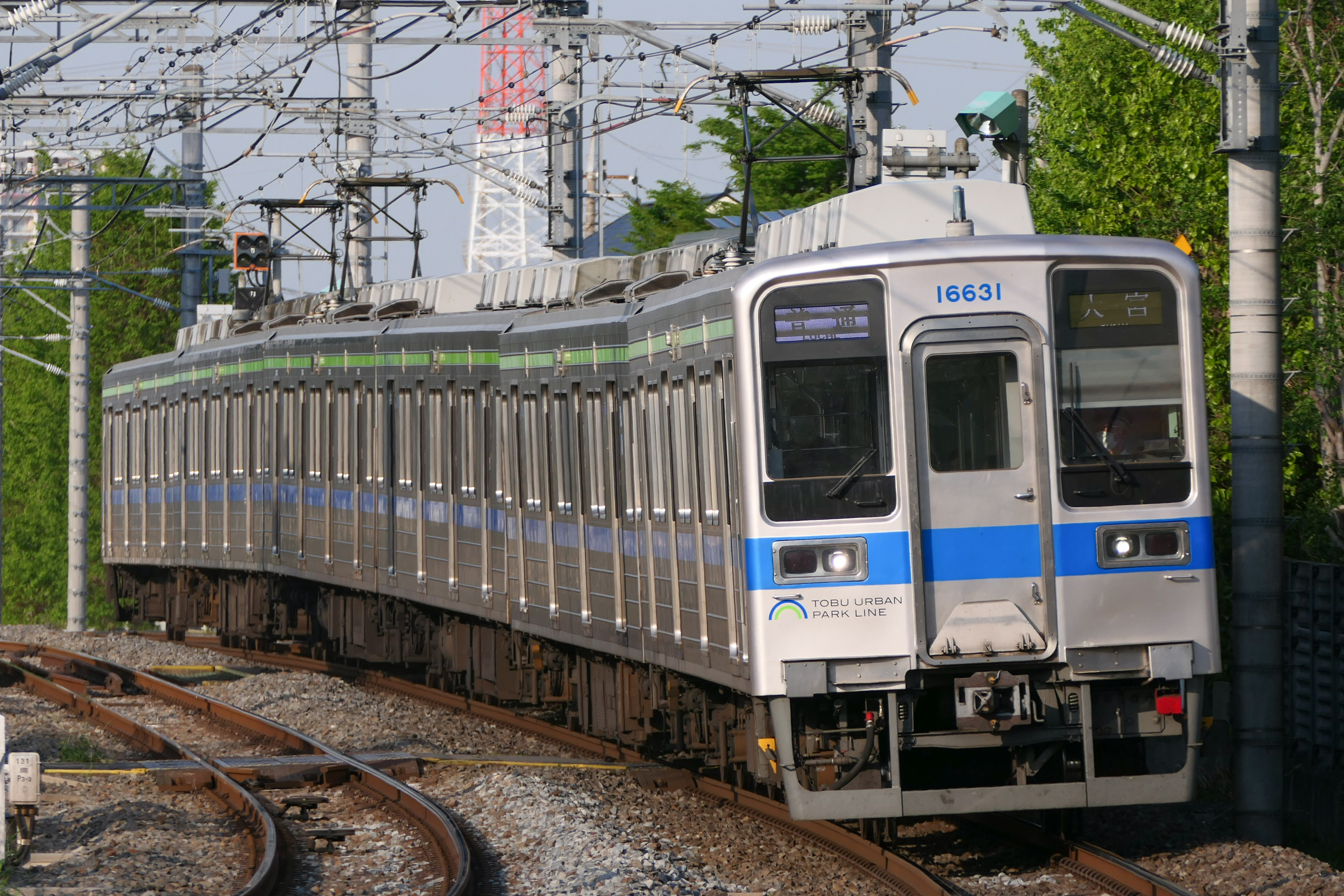
10030型（リニューアル車）
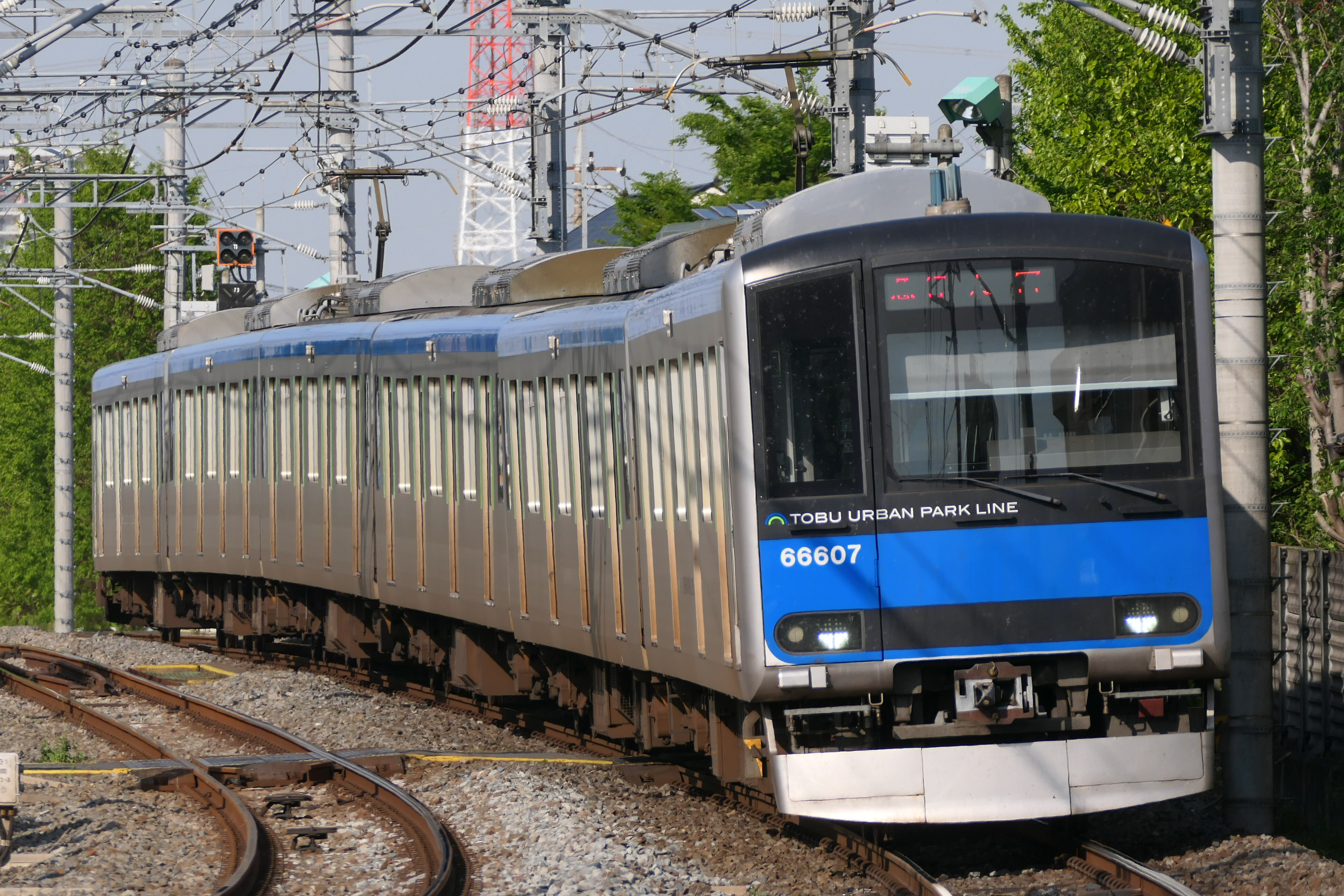
60000系
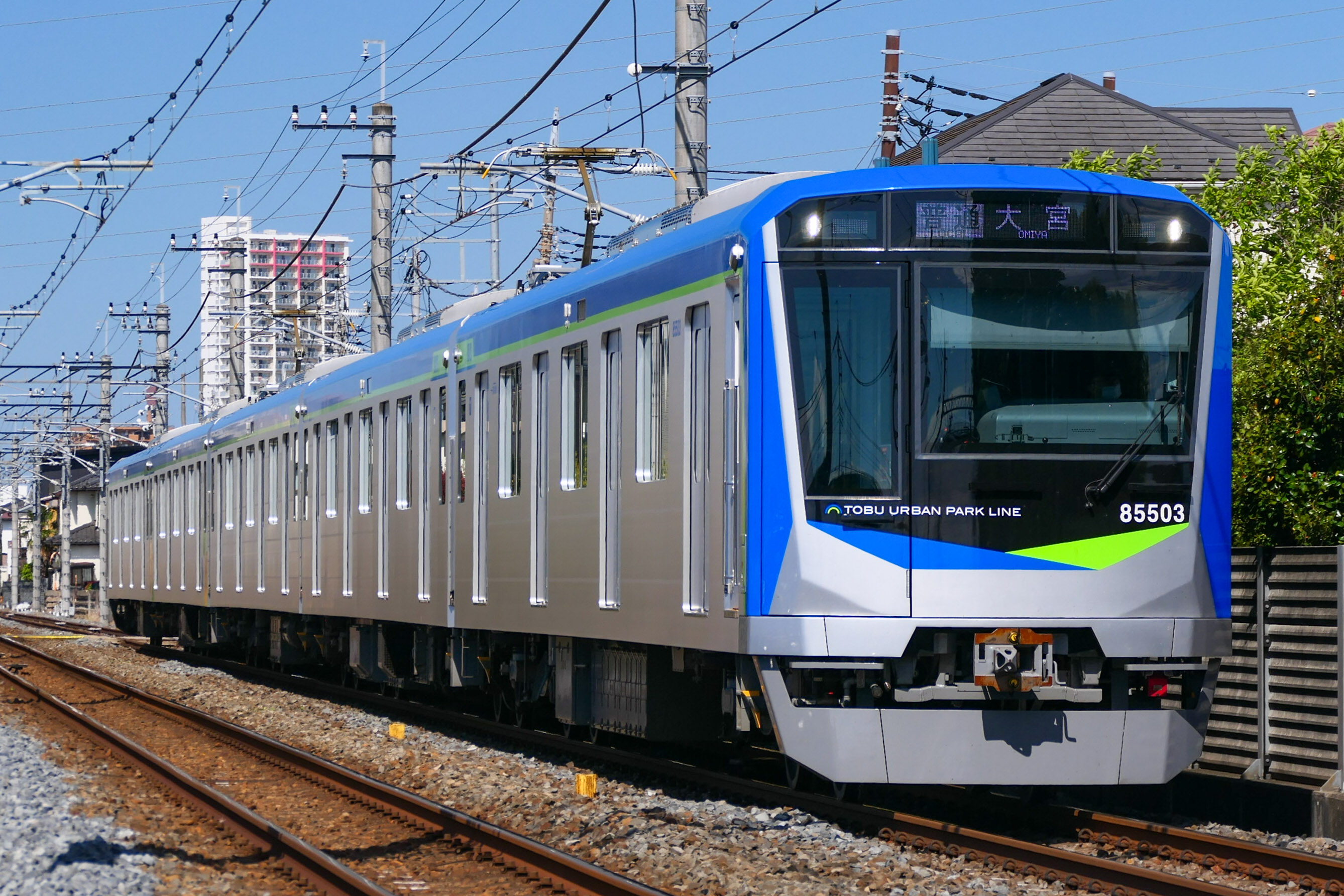
80000系
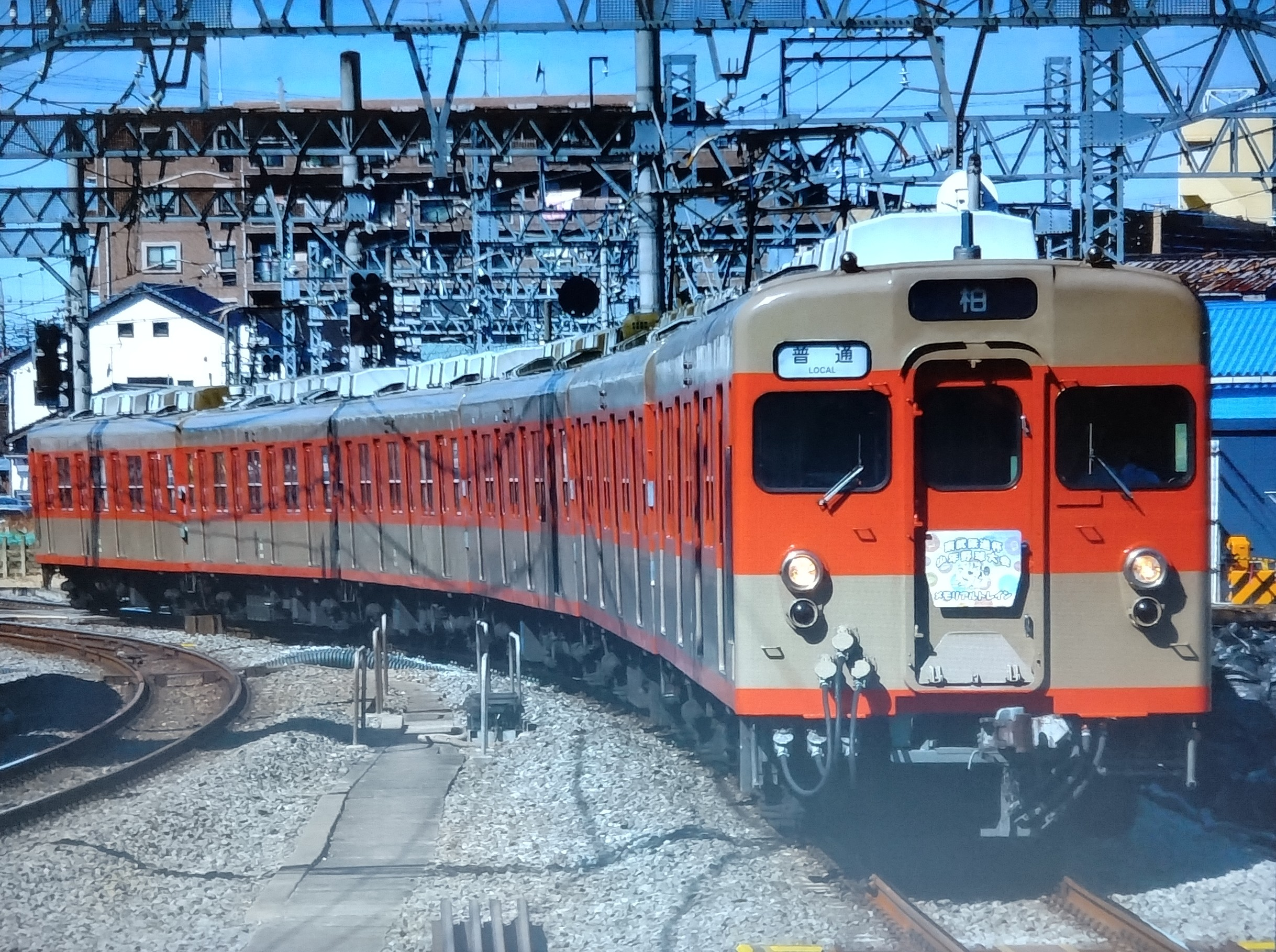
8000系8111F（動態保存車）[注釈 15]

- 634型 - 同上（前述の臨時特急「スカイツリートレイン」に充当）

### かつての使用車両
東武鉄道
- 1720系 - 前述の「大宮市民号」に充当。
- 3000系・3050系・3070系
- 2080系
- 5000系・5050系・5070系
- デハ1形 - 総武鉄道合併後の1944年に3両が配備。しかし、後述の6300系の投入に伴い上信電鉄に2両、新潟交通に1両を譲渡。その後、最後となったデハ5号（「モハ1101」に改番）が配給車代用として配備され、1955年頃まで運用された。
- 6300系・7300系 - 1947年に運輸省より国鉄63系の割当供給車として配備。6300系として同年から約3年、7300系に改番・更新後の1963年から約1年ほど在籍した。
- 7800系・7820系 - 1957年から1969年まで約12年ほど在籍した。
- 5700系 - 臨時列車・団体列車で運用、前述の臨時急行「きりふり」・「りゅうおう」に充当。
- 500系 - 特急「アーバンパークライナー」として2017年4月21日から2024年3月15日まで運転。野田線内の定期運用列車としては唯一の南栗橋車両管区春日部支所所属の車両であった。
- 300型・350型 - 臨時列車・団体列車で運用（前述の臨時特急「きりふり」に充当）
- 6050系 - 同上
- 1800系 - 同上、「野田線開通100周年記念号」に充当。
- ED5010形電気機関車
- ED5060形電気機関車
- ED4020形電気機関車

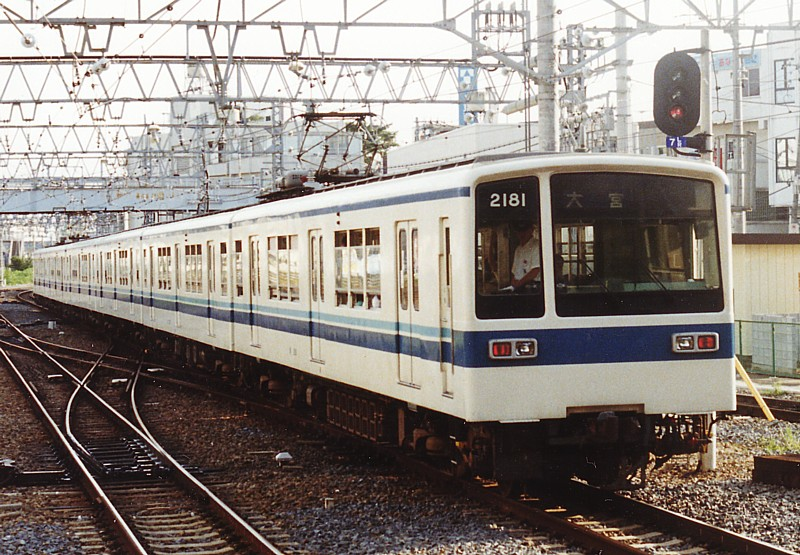
2080系
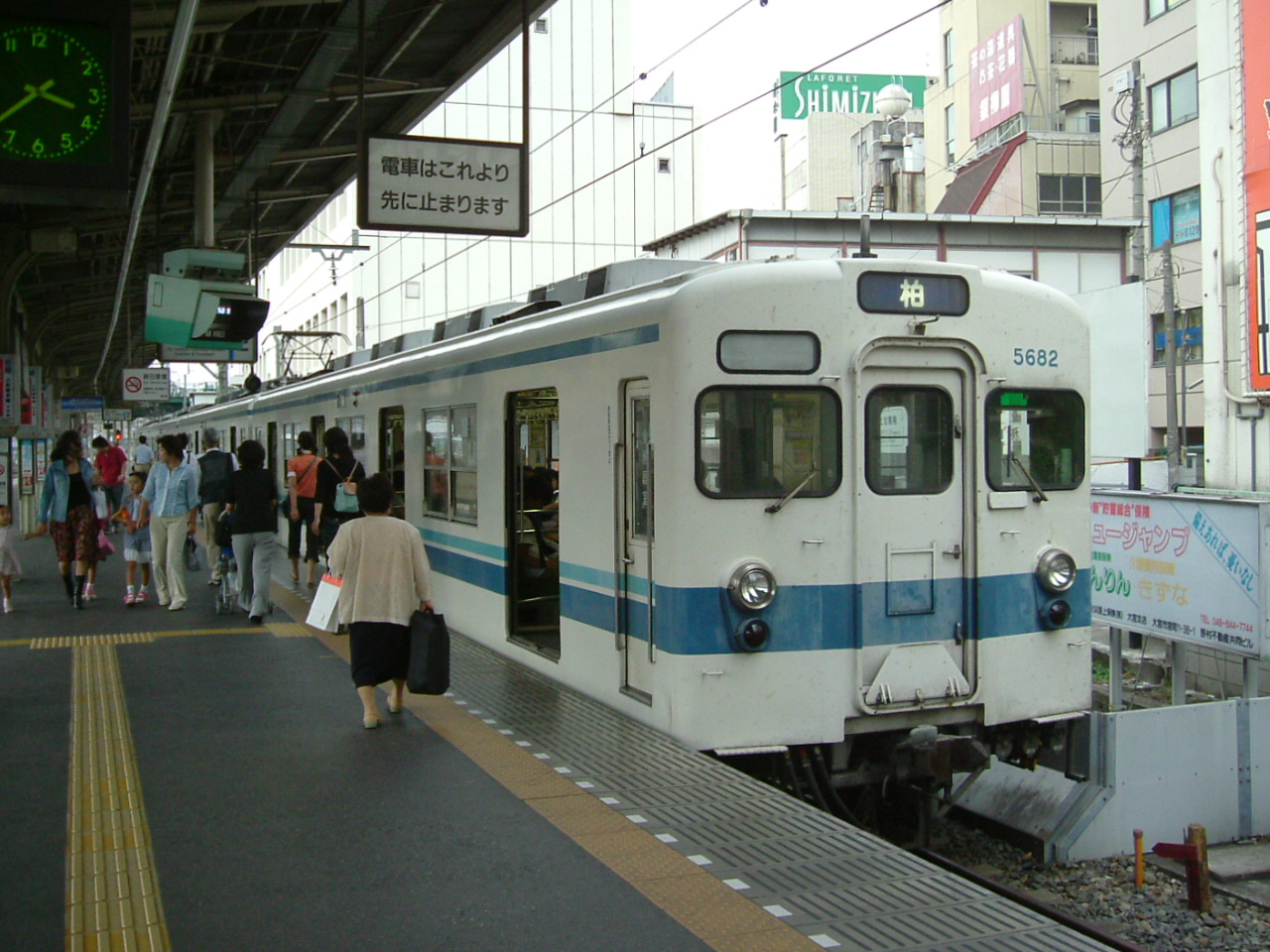
5070系
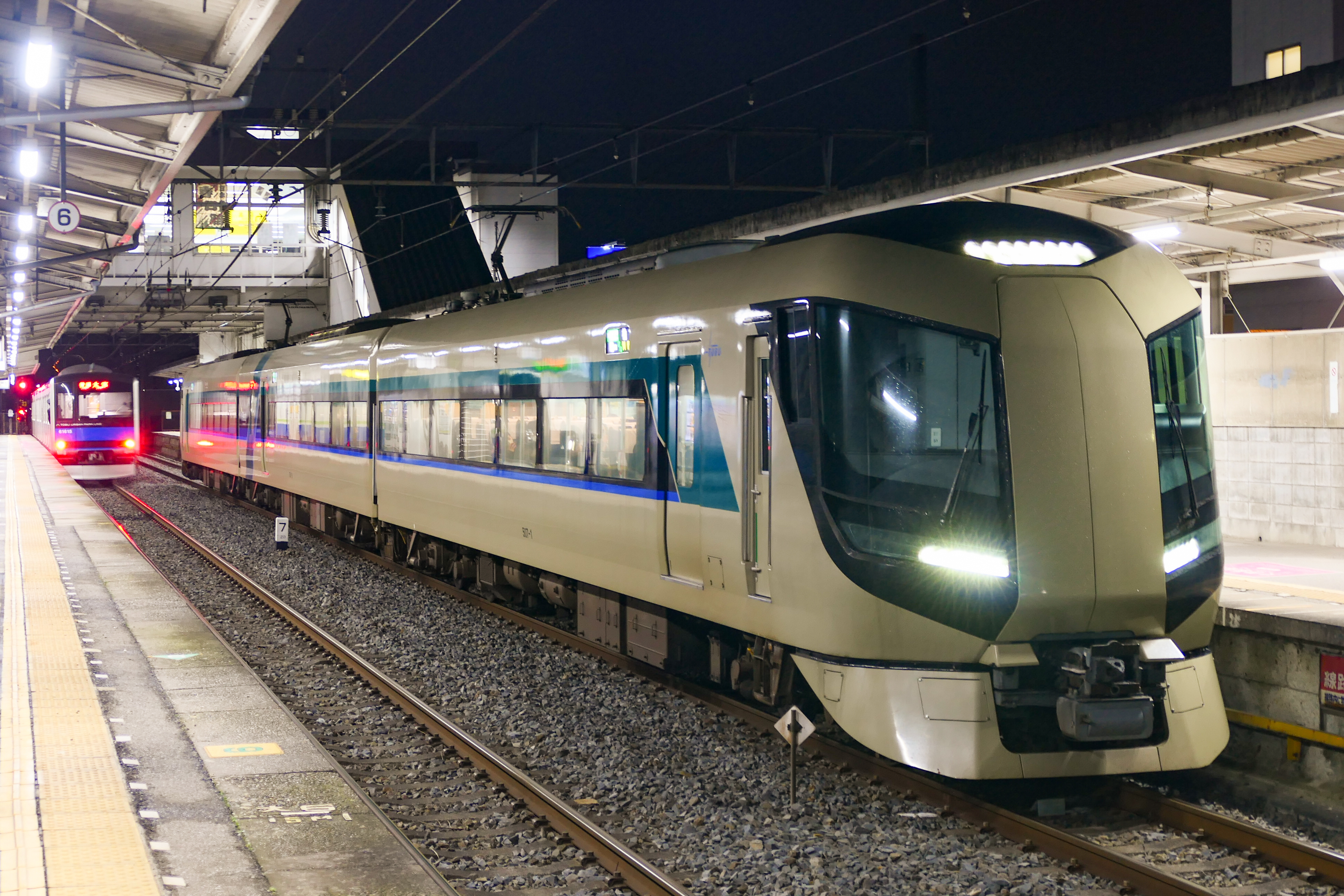
500系

総武鉄道
- 総武形モハ1000型・総武形クハ1200型制御車 - 後に3000系に更新されたが、前述の6300系の投入に伴い高松琴平電気鉄道に4両譲渡され、880形・9000形となる。上田丸子電鉄（現在の上田電鉄）に譲渡された1両はのちに弘南鉄道へ再譲渡された。
- 総武形コハ500型客車
- 総武形デキ1号型電気機関車（後の東武ED3000形）
- 総武形キハ101型ガソリン気動車
- 総武形コッペル社製形式3号蒸気機関車
- 総武形雨宮製作所製C型タンク4号・5号蒸気機関車
- 総武形雨宮製作所製C型タンク6号・7号蒸気機関車

北総鉄道
- バルカン社製1B1形（No.1・2号）蒸気機関車
- 客車は1924年に木製ボギー車3両を新製（雨宮）1925年に武州鉄道より木製単車を1両譲受。1926年に鉄道省よりボギー客車3両（日本最初のボギー客車コハ6500形）払下。

千葉県営鉄道
- 1形 (1・2) - 旧鉄道省1290形蒸気機関車。英マニング・ワードル社製C形サドルタンク機関車
- クラウス社製C型タンク式蒸気機関車
- 客車は木製単車を8両所有。開業時に4両新製（汽車会社東京）、1921年に鉄道省より4両払下。
- 貨車は12両。開業時に2両新製（汽車会社東京）、1914年野田醤油醸造組合の私有有蓋貨車5両を借入れ、県の車籍に編入。1918年に鉄道省より無蓋貨車5両を払下。

## 女性専用車
2005年（平成17年）6月20日に女性専用車が導入された。平日の初電から9時までの上り・下りの全列車・全区間を対象とし、9時に一斉に終了する。対象車両は上り・下りともに柏方先頭車（6両編成は6号車、5両編成は5号車）となっている。
半環状線の野田線では朝ピーク時の混雑区間は多岐に渡り、柏駅でのスイッチバックも絡んで大宮駅発船橋駅行などのように柏駅を跨ぐ列車が数本あるため、何両目を女性専用車とするかには紆余曲折があった。最終的に、野田線で最も混雑する車両は大宮駅に到着する列車の、改札口に近い先頭の1号車と判断され、女性専用車は最も混雑度が低いとされる最後尾の6号車に導入が決定された。
柏駅と船橋駅に到着する列車も大宮駅と同様に混雑するが、両駅は改札へ続く階段がホームに満遍なく設置されているので、車両毎の混雑度はある程度平準化されており、1号車、6号車どちらにあったとしても問題はないとされた。ただし新柏駅など1か所のみの階段に最も近い車両が女性専用車（6号車）となっている例もある。特に平日朝ラッシュ時は非常に混雑する。
5両化後も、女性専用車は維持される。5両編成の場合、女性専用車は柏方先頭の5号車に設置される。

## 利用状況
2023年度の朝ラッシュ時最混雑区間は新船橋駅 → 船橋駅間であり、ピーク時の混雑率は116%である。
車両全体の混雑率は大宮口のほうが低いものの、船橋駅はホームと改札口を結ぶ階段が2箇所あり、さらにエレベーターがある のに対し、大宮駅は頭端式ホームで、改札口が一体となっている。このため、北大宮駅→大宮駅間の先頭車両は終日乗客が集中し、朝ラッシュ時でも全区間通じて最も激しく混雑する。
2000年以降、沿線の春日部市や野田市などは人口減少に転じ、利用者も減少傾向にあるが、流山市は2005年のつくばエクスプレス開業により人口が毎年増加しており、流山おおたかの森駅の利用者も年々増加している。
近年の輸送実績を下表に記す。表中、最高値を赤色で、最高値を記録した年度以降の最低値を青色で、最高値を記録した年度以前の最低値を緑色で表記している。
| 年度               | 最混雑区間輸送実績 | 最混雑区間輸送実績 | 最混雑区間輸送実績 | 最混雑区間輸送実績 | 最混雑区間輸送実績        | 最混雑区間輸送実績        | 最混雑区間輸送実績        | 最混雑区間輸送実績        | 最混雑区間輸送実績 | 最混雑区間輸送実績 | 最混雑区間輸送実績 | 最混雑区間輸送実績 | 特記事項                                                                            |
| 年度               | 北大宮 → 大宮間    | 北大宮 → 大宮間    | 北大宮 → 大宮間    | 北大宮 → 大宮間    | 初石 → 流山おおたかの森間 | 初石 → 流山おおたかの森間 | 初石 → 流山おおたかの森間 | 初石 → 流山おおたかの森間 | 新船橋 → 船橋間    | 新船橋 → 船橋間    | 新船橋 → 船橋間    | 新船橋 → 船橋間    | 特記事項                                                                            |
| 年度               | 本数：本           | 輸送力：人         | 輸送人員：人       | 混雑率：%          | 本数：本                  | 輸送力：人                | 輸送人員：人              | 混雑率：%                 | 本数：本           | 輸送力：人         | 輸送人員：人       | 混雑率：%          | 特記事項                                                                            |
| ------------------ | ------------------ | ------------------ | ------------------ | ------------------ | ------------------------- | ------------------------- | ------------------------- | ------------------------- | ------------------ | ------------------ | ------------------ | ------------------ | ----------------------------------------------------------------------------------- |
| 1970年（昭和45年） | 10                 | 4,572              | 8,773              | 192                |                           |                           |                           |                           | 7                  | 3,284              | 7,302              | 222                |                                                                                     |
| 1980年（昭和55年） | 12                 | 8,184              | 12,827             | 157                |                           |                           |                           |                           | 7                  | 5,544              | 9,932              | 179                |                                                                                     |
| 1985年（昭和60年） | 12                 | 9,264              | 14,071             | 152                |                           |                           |                           |                           | 9                  | 7,032              | 11,336             | 161                | 1985年11月19日、増尾駅 - 逆井駅間複線化                                             |
| 1990年（平成02年） | 12                 | 9,684              | 17,171             | 177                |                           |                           |                           |                           | 9                  | 7,452              | 12,918             | 173                |                                                                                     |
| 1993年（平成05年） |                    |                    |                    | 169                |                           |                           |                           |                           |                    |                    |                    | 150                |                                                                                     |
| 1994年（平成06年） | 14                 | 11,592             | 18,281             | 158                |                           |                           |                           |                           |                    |                    |                    |                    |                                                                                     |
| 1995年（平成07年） | 14                 | 11,592             | 18,561             | 160                |                           |                           |                           |                           | 11                 | 9,108              | 13,804             | 152                |                                                                                     |
| 1996年（平成08年） | 14                 | 11,592             |                    |                    |                           |                           |                           |                           | 11                 | 9,108              |                    |                    |                                                                                     |
| 1997年（平成09年） | 14                 | 11,592             | 17,886             | 154                |                           |                           |                           |                           | 11                 | 9,108              |                    |                    |                                                                                     |
| 1998年（平成10年） | 14                 | 11,592             |                    |                    |                           |                           |                           |                           | 11                 | 9,108              |                    |                    |                                                                                     |
| 1999年（平成11年） | 14                 | 11,592             | 17,016             | 147                |                           |                           |                           |                           | 11                 | 9,108              |                    |                    | 1999年11月25日、新鎌ヶ谷駅開業。 岩槻駅 - 東岩槻駅間・鎌ヶ谷駅 - 馬込沢駅間複線化。 |
| 2000年（平成12年） | 14                 | 11,592             | 17,030             | 147                |                           |                           |                           |                           | 11                 | 9,108              | 12,950             | 142                |                                                                                     |
| 2001年（平成13年） | 14                 | 11,592             | 17,147             | 148                |                           |                           |                           |                           | 11                 | 9,108              |                    |                    |                                                                                     |
| 2002年（平成14年） | 14                 | 11,592             | 16,207             | 140                |                           |                           |                           |                           | 11                 | 9,108              |                    |                    |                                                                                     |
| 2003年（平成15年） | 14                 | 11,592             | 15,787             | 136                |                           |                           |                           |                           | 11                 | 9,108              |                    |                    |                                                                                     |
| 2004年（平成16年） | 14                 | 11,592             | 15,507             | 134                |                           |                           |                           |                           | 11                 | 9,108              |                    |                    | 2004年10月19日、東岩槻駅 - 春日部駅間・新鎌ヶ谷駅 - 鎌ヶ谷駅間複線化                |
| 2005年（平成17年） | 14                 | 11,592             | 15,845             | 137                |                           |                           |                           |                           | 11                 | 9,108              | 12,701             | 139                | 2005年8月24日、流山おおたかの森駅開業                                               |
| 2006年（平成18年） | 14                 | 11,592             | 15,914             | 137                | 11                        | 9,108                     | 12,508                    | 137                       | 11                 | 9,108              |                    |                    |                                                                                     |
| 2007年（平成19年） | 14                 | 11,592             | 16,069             | 139                | 11                        | 9,108                     |                           |                           | 11                 | 9,108              |                    | 142                |                                                                                     |
| 2008年（平成20年） | 14                 | 11,592             | 16,127             | 139                | 11                        | 9,108                     |                           |                           | 11                 | 9,108              |                    |                    |                                                                                     |
| 2009年（平成21年） | 14                 | 11,592             | 15,873             | 137                | 11                        | 9,108                     |                           |                           | 11                 | 9,108              | 12,717             | 140                |                                                                                     |
| 2010年（平成22年） | 14                 | 11,592             | 15,931             | 137                | 11                        | 9,108                     | 12,674                    | 139                       | 11                 | 9,108              | 12,864             | 141                |                                                                                     |
| 2011年（平成23年） | 14                 | 11,592             | 15,471             | 133                | 11                        | 9,108                     |                           |                           | 11                 | 9,108              | 12,559             | 138                |                                                                                     |
| 2012年（平成24年） | 14                 | 11,592             | 15,524             | 134                | 11                        | 9,108                     |                           |                           | 11                 | 9,108              | 12,926             | 142                |                                                                                     |
| 2013年（平成25年） | 14                 | 11,592             | 15,524             | 134                | 11                        | 9,108                     | 12,694                    | 139                       | 11                 | 9,108              | 13,125             | 144                |                                                                                     |
| 2014年（平成26年） | 14                 | 11,592             | 15,389             | 133                | 11                        | 9,108                     | 12,438                    | 137                       | 11                 | 9,108              | 13,277             | 146                |                                                                                     |
| 2015年（平成27年） | 14                 | 11,592             | 14,839             | 128                | 11                        | 9,108                     | 11,857                    | 130                       | 11                 | 9,108              | 13,069             | 143                |                                                                                     |
| 2016年（平成28年） | 14                 | 11,592             | 14,562             | 126                | 10                        | 8,280                     | 11,225                    | 136                       | 11                 | 9,108              | 12,999             | 143                |                                                                                     |
| 2017年（平成29年） | 14                 | 11,592             | 14,849             | 128                | 10                        | 8,280                     | 11,535                    | 139                       | 11                 | 9,108              | 12,973             | 142                |                                                                                     |
| 2018年（平成30年） | 14                 | 11,592             | 14,487             | 125                | 10                        | 8,280                     | 11,251                    | 136                       | 11                 | 9,108              | 12,678             | 139                |                                                                                     |
| 2019年（令和元年） | 14                 | 11,592             | 14,322             | 122                | 10                        | 8,280                     | 10,959                    | 132                       | 11                 | 9,108              | 12,621             | 139                | 2019年12月15日、高柳駅 - 六実駅間複線化                                             |
| 2020年（令和02年） | 13                 | 10,764             | 9,772              | 91                 | 10                        | 8,280                     | 6,986                     | 84                        | 12                 | 9,936              | 10,009             | 101                |                                                                                     |
| 2021年（令和03年） | 13                 | 10,764             | 10,061             | 93                 | 10                        | 8,280                     | 7,361                     | 89                        | 12                 | 9,936              | 10,622             | 107                |                                                                                     |
| 2022年（令和04年） | 13                 | 10,764             | 10,580             | 98                 | 10                        | 8,280                     | 7,418                     | 90                        | 12                 | 9,936              | 11,177             | 112                |                                                                                     |
| 2023年（令和05年） | 13                 | 10,764             | 10,879             | 101                | 10                        | 8,280                     | 7,679                     | 93                        | 12                 | 9,936              | 11,505             | 116                |                                                                                     |

## 駅一覧
- 普通列車は各駅に停車する。
- 特急「アーバンパークライナー」の停車駅は当該項目を参照。
- 単線区間の春日部駅 - 運河駅間[注釈 12]では全ての駅で列車交換が可能。
- #は上下待避可能駅、上下線双方に出発可能な駅（詳細は後節参照）。
- ホーム柵欄
  - ★はホームドア設置駅[広報 39]
  - ☆はホーム柵（固定式）設置駅
  - 予は予定（2025年2月7日現在）
- 接続路線の括弧内の英数字はその路線の駅番号を表す。

| 駅番号 | 駅名               | 駅間 キロ | 累計 キロ | 区間急行 | 急行 | 接続路線 | ホーム柵 | 線路 | 所在地 | 所在地     | 所在地   |
| ------ | ------------------ | --------- | --------- | -------- | ---- | --- | -------- | ---- | ------ | ---------- | -------- |
|        |                    |           |           |          |      | |          |      |        |            |          |
| TD-01  | 大宮駅             | -         | 0.0       | ●        | ●    | 東日本旅客鉄道： 東北新幹線・山形新幹線・秋田新幹線・北海道新幹線・上越新幹線・北陸新幹線・ 京浜東北線 (JK 47)・ 宇都宮線・高崎線・上野東京ライン (JU 07)・ 湘南新宿ライン (JS 24)・ 埼京線 (JA 26)・■川越線 埼玉新都市交通： 伊奈線（ニューシャトル）(NS01) |          | \|\| | 埼玉県 | さいたま市 | 大宮区   |
| TD-02  | 北大宮駅           | 1.2       | 1.2       | ｜       | ｜   | |          | \|\| | 埼玉県 | さいたま市 | 大宮区   |
| TD-03  | 大宮公園駅         | 1.0       | 2.2       | ｜       | ｜   | |          | \|\| | 埼玉県 | さいたま市 | 大宮区   |
| TD-04  | 大和田駅           | 1.8       | 4.0       | ｜       | ｜   | |          | \|\| | 埼玉県 | さいたま市 | 見沼区   |
| TD-05  | 七里駅             | 1.6       | 5.6       | ｜       | ｜   | |          | \|\| | 埼玉県 | さいたま市 | 見沼区   |
| TD-06  | 岩槻駅#            | 2.9       | 8.5       | ●        | ●    | |          | \|\| | 埼玉県 | さいたま市 | 岩槻区   |
| TD-07  | 東岩槻駅           | 2.4       | 10.9      | ｜       | ｜   | |          | \|\| | 埼玉県 | さいたま市 | 岩槻区   |
| TD-08  | 豊春駅             | 1.3       | 12.2      | ｜       | ｜   | | ☆        | \|\| | 埼玉県 | 春日部市   | 春日部市 |
| TD-09  | 八木崎駅           | 1.9       | 14.1      | ｜       | ｜   | |          | \|\| | 埼玉県 | 春日部市   | 春日部市 |
| TD-10  | 春日部駅#          | 1.1       | 15.2      | ●        | ●    | 東武鉄道： 伊勢崎線（東武スカイツリーライン）(TS-27) |          | ∨    | 埼玉県 | 春日部市   | 春日部市 |
| TD-11  | 藤の牛島駅         | 2.6       | 17.8      | ●        | ●    | |          | ◇    | 埼玉県 | 春日部市   | 春日部市 |
| TD-12  | 南桜井駅           | 2.8       | 20.6      | ●        | ●    | |          | ◇    | 埼玉県 | 春日部市   | 春日部市 |
| TD-13  | 川間駅             | 2.3       | 22.9      | ●        | ●    | |          | ◇    | 千葉県 | 野田市     | 野田市   |
| TD-14  | 七光台駅#          | 2.2       | 25.1      | ●        | ●    | |          | ◇    | 千葉県 | 野田市     | 野田市   |
| TD-15  | 清水公園駅         | 1.5       | 26.6      | ●        | ●    | |          | ◇    | 千葉県 | 野田市     | 野田市   |
| TD-16  | 愛宕駅             | 1.1       | 27.7      | ●        | ●    | |          | ◇    | 千葉県 | 野田市     | 野田市   |
| TD-17  | 野田市駅#          | 0.9       | 28.6      | ●        | ●    | |          | ◇    | 千葉県 | 野田市     | 野田市   |
| TD-18  | 梅郷駅             | 2.3       | 30.9      | ●        | ●    | |          | ◇    | 千葉県 | 野田市     | 野田市   |
| TD-19  | 運河駅#            | 2.3       | 33.2      | ●        | ●    | |          | ∧    | 千葉県 | 流山市     | 流山市   |
| TD-20  | 江戸川台駅         | 1.9       | 35.1      | ●        | ｜   | | ☆        | \|\| | 千葉県 | 流山市     | 流山市   |
| TD-21  | 初石駅             | 1.7       | 36.8      | ●        | ｜   | |          | \|\| | 千葉県 | 流山市     | 流山市   |
| TD-22  | 流山おおたかの森駅 | 1.6       | 38.4      | ●        | ●    | 首都圏新都市鉄道： つくばエクスプレス (TX12) |          | \|\| | 千葉県 | 流山市     | 流山市   |
| TD-23  | 豊四季駅           | 1.3       | 39.7      | ●        | ｜   | |          | \|\| | 千葉県 | 柏市       | 柏市     |
| TD-24  | 柏駅#              | 3.2       | 42.9      | ●        | ●    | 東日本旅客鉄道： 常磐線（快速）（上野東京ライン）(JJ 07)・ 常磐線（各駅停車）(JL 28) | ★        | \|\| | 千葉県 | 柏市       | 柏市     |
| TD-25  | 新柏駅             | 2.9       | 45.8      |          | ｜   | | ☆        | \|\| | 千葉県 | 柏市       | 柏市     |
| TD-26  | 増尾駅             | 1.3       | 47.1      |          | ｜   | | ☆        | \|\| | 千葉県 | 柏市       | 柏市     |
| TD-27  | 逆井駅             | 0.9       | 48.0      |          | ｜   | | ☆        | \|\| | 千葉県 | 柏市       | 柏市     |
| TD-28  | 高柳駅#            | 2.2       | 50.2      |          | ●    | | 予★      | \|\| | 千葉県 | 柏市       | 柏市     |
| TD-29  | 六実駅             | 1.7       | 51.9      |          | ｜   | | ☆        | \|\| | 千葉県 | 松戸市     | 松戸市   |
| TD-30  | 新鎌ヶ谷駅         | 1.4       | 53.3      |          | ●    | 北総鉄道： 北総線 (HS08) 京成電鉄： 成田空港線（成田スカイアクセス線） ・ 松戸線 (KS78) | 予★      | \|\| | 千葉県 | 鎌ケ谷市   | 鎌ケ谷市 |
| TD-31  | 鎌ヶ谷駅           | 1.9       | 55.2      |          | ｜   | | ☆        | \|\| | 千葉県 | 鎌ケ谷市   | 鎌ケ谷市 |
| TD-32  | 馬込沢駅           | 2.5       | 57.7      |          | ｜   | | ☆        | \|\| | 千葉県 | 船橋市     | 船橋市   |
| TD-33  | 塚田駅             | 2.4       | 60.1      |          | ｜   | | ☆        | \|\| | 千葉県 | 船橋市     | 船橋市   |
| TD-34  | 新船橋駅           | 1.2       | 61.3      |          | ｜   | | ☆        | \|\| | 千葉県 | 船橋市     | 船橋市   |
| TD-35  | 船橋駅             | 1.4       | 62.7      |          | ●    | 東日本旅客鉄道： 総武線（快速）(JO 25)・ 総武線（各駅停車）(JB 31) 京成電鉄： 本線（京成船橋駅:KS22） | ★        | \|\| | 千葉県 | 船橋市     | 船橋市   |

### 待避可能駅・上下線双方に出発可能な駅
下記に示した中線や副本線は両方向の列車の待避や折り返しが可能で、駅によっては待避線でなくても上下線双方に出発可能である。
- 岩槻駅
  - 外側2線が主本線（1・3番線）、内側1線が中線（2番線）である。
  - 中線（2番線） ： 主に下り列車が使用するが、両方向の待避が可能。
  - 当駅より下り方の単線時代は日中の約半数が大宮駅 - 当駅の区間運転であり中線[注釈 16]で折り返していたが、当駅 - 春日部駅間の複線化により、現在は数少なくなった当駅始発終着列車のほか緩急接続、前日の下り最終当駅止まり → 翌日の下り初列車となる編成の夜間滞泊に用いられる[注釈 17][注釈 18]。
- 春日部駅
  - 野田線上下線主本線（7・8番線）、伊勢崎線下り副1番（4番線）、同副2番（5番線）である。
  - 平時は、浅草駅発の特急アーバンパークライナー1号と伊勢崎線直通の不定期列車を除き、島式ホーム1面2線の野田線下り本線（7番線）・同上り本線（8番線）のみで捌いている。下りは当駅止まりの普通を引上線に収容後に、後を追う形で急行・区間急行が入線するが、土休日の夕夜間帯に限り下り区間急行は岩槻駅で緩急接続を行なってから入線する。上りは急行・区間急行の発車後に、当駅始発の普通が引上線より入線する。
  - 春日部駅付近の連続立体交差事業竣工の際には、野田線のホームを島式ホーム2面4線化され、伊勢崎線と合わせて計島式ホーム4面8線の高架駅に改良されることが予定されている。
  - 伊勢崎線下り副1番（4番線） ： 主に伊勢崎線の下り列車の緩急接続に使用するが、伊勢崎線の上下、野田線の上下の全方向に進路を持つので設備上は野田線の待避が可能である。平時は、浅草駅発のアーバンパークライナー1号が伊勢崎線下り副1番で乗降扱いを行う。前述の臨時急行「きりふり」・「りゅうおう」及び臨時特急「スカイツリートレイン4号・52号」・「きりふり267号」も同様であった。それ以外は伊勢崎線直通の臨時、団体専用列車などに使用する。
  - 伊勢崎線下り副2番（5番線） ： ホーム自体が設置されていないため、回送列車等の当駅で乗降扱いを行わない列車に使用。野田線と伊勢崎線は乗務管区が異なり、野田線は七光台乗務管区、伊勢崎線は主に春日部乗務管区であるため、乗務員用の昇降台が設置されている。その他の設備面は、伊勢崎線下り副1番に同じく全方向に進路を持つ。南栗橋車両管区七光台支所の設備面により対応不可な修繕のための南栗橋車両管区本区への不定期回送列車、転属やイベント開催時の車両回送など多岐に渡る。
- 七光台駅
  - 主本線（1・2番線）：中線や副本線は無い主本線だけの構造だが、場内に南栗橋車両管区七光台支所を併設する関係上、その主本線は上下線双方に進路を持つ。
- 野田市駅
  - 主本線（1・2番線）：連続立体交差事業に伴い、暫定的に主本線だけの構造であるが、その主本線は上下線双方に進路を持つ[注釈 19]。
- 運河駅
  - 外側2線が主本線（1・3番線）、内側1線が中線（2番線）である。
  - 中線（2番線） ： 主に当駅折り返し列車が使用するが、両方向の待避が可能。
  - 急行運転時間帯は、当駅 - 柏駅間の区間列車が中線で折り返し、急行と緩急接続する。
- 柏駅
  - 着発1 - 4番である。
  - 前述の通り、かつての野田線は大宮駅 - 柏駅間の路線であり、船橋駅 - 柏駅間は船橋線であった。船橋線を野田線に統合する前は、野田線、船橋線ともに当駅が終点であった名残により、中間駅となった現在でも上下線・本副線を区別していない。よって、配線上は「着発1 - 4番」（1 - 4番線）となる。
  - 着発2番（2番線）・3番（3番線）は、出発信号機に進路表示器を備え、船橋駅方面・大宮駅方面双方に出発可能である。通常の運用はのりばの解説による。
  - 日中における急行の場合、着発は船橋駅方面は3番・大宮駅方面は2番に入線するので、接続する普通は必然的に船橋駅方面は4番（4番線）・大宮駅方面は1番（1番線）となる。
  - 柏駅 - 船橋駅間のみ急行を運転する朝及び夕夜間帯において、大宮駅 - 柏駅間は区間急行となる。
- 高柳駅
  - 外側2線が主本線（1・4番線）、内側2線が中線（2・3番線）である。
  - 上り本線（4番線）を除き、他の3線は上下線双方に出発可能な配線である。急行運転時間帯の当駅で待避となる普通は、下り中線（2番線）・上り中線（3番線）に入る。
  - 留置線へは、下り本線（1番線）も含め4線すべてから入換可能である。
  - かつては相対式ホーム2面2線の小さな駅であったが、留置線の開設・急行の全線運転開始に伴い、駅施設の船橋駅方面への移設・島式ホーム2面4線化により、留置線・待避機能を六実駅から当駅に集約した。

かつては清水公園駅・野田市駅・六実駅にも待避線（下り副1番または中線）が存在したが、清水公園駅は駅改良のため、野田市駅は連続立体交差事業のため、六実駅は急行の全線運転開始に伴い高柳駅に待避機能を集約するため改修が行われた。
清水公園駅は駅本屋側の単式ホーム（旧1番線）を休止して、島式ホーム側の旧2番線を上り本線、旧3番線を下り本線に切り替えて1面2線（下り副1番は消滅）としたが、連続立体交差事業の進捗により、2021年3月28日より単式ホームの再開と引き替えに、島式ホーム側の旧3番線を休止して、旧1番線を上り本線、旧2番線を下り本線に切り替えて、暫定的に相対式ホーム2面2線へ変更した。2023年10月29日より単式ホーム（旧1番線）の使用を廃止し、旧2番線を新1番線に、旧3番線を新2番線にそれぞれ改称、島式ホーム側の新2番線の使用を再開して、新1番線を上り本線、新2番線を下り本線に切り替えて、島式ホーム1面2線へ変更した。
野田市駅は旧本屋側の単式ホーム（旧1番線）を撤去して、島式ホーム側の旧2番線を上り本線、旧3番線を下り本線に切り替えて1面2線（下り副1番は消滅）とした。連続立体交差事業の進捗により、2021年3月28日より暫定高架駅となり、引き続き島式ホーム1面2線となった。なお、新たに下り線となる島式ホーム1面を建造中で、連続立体交差事業竣工の際には2面4線、さらに保守車両用の留置線1線になる予定としている。
六実駅は島式ホーム側の3番線を撤去して、2番線を下り本線に切り替えて相対式ホーム2面2線の棒線駅（中線は消滅）へ変更した。

### 留置線・引上線のある駅
- 岩槻駅
  - 留1 - 3番である（留2番は同1番の更に先にある。6両編成2本縦列収容可能）
  - 当駅の留置線の特徴は、同1・3番には出発信号機が設置されている事である。当駅から春日部駅までの複線化により、当駅始発・終着列車や滞泊運用が大幅に削減された昨今でも留置線を3線（駅舎の橋上化前は単列3線[注釈 23]）擁する理由として、春日部駅の留置線の補完[注釈 24]があり、入換せずに下り本線への回送出庫が可能である[注釈 25]。それ以外の留置線との出入庫は、一旦下り本線上に引き上げて収容のうえ入換となる[注釈 26][注釈 27]。
- 春日部駅
  - 引1 - 2番および留1 - 3番である。
  - 引上線は2線あり、通常は区間列車の折り返しに使用し、夜間滞泊も兼ねる。野田線下り本線（7番線）および同上り本線（8番線）と入換可能である。
  - 留置線は引上線より更に下り方に3線あり、野田線下り本線、同上り本線、伊勢崎線下り副1番（4番線）、同下り副2番（ホーム無し）と入換可能である。
  - 夜間滞泊機能は、野田線上下主本線、引上線2線、留置線3線の7編成分であるが、全て活用してもなお不足しており、岩槻駅の留置線より回送出庫する編成もある。
- 七光台駅（南栗橋車両管区七光台支所を併設）
  - 上下線主本線と入換可能である。
- 高柳駅
  - 留1 - 6番である。
  - 留置線は6線あり、上下線主本線、同中線の計4線と入換可能である。将来留置線の増設が可能な構造になっている。

かつては六実駅の東側に留置線2線を設置しており、入換は柏駅方の現在の上り本線上で引き上げていた。
岩槻駅・東岩槻駅・馬込沢駅にも、複線化以前はいずれも柏駅方に引上線を設置しており、当駅始発終着列車が使用していた。
野田市駅は連続立体交差事業により留置線が撤去された。事業竣工の際には保守車両の留置線1線を設置する予定としている。

### 廃駅
- 加倉駅（現・七里駅 - 岩槻駅間 1931年1月13日 - 1945年4月30日休止 - 1950年7月31日）
- 渋江駅（現・岩槻駅 - 東岩槻駅、当時は岩槻駅 - 豊春駅間 1931年7月1日 - 1945年4月30日休止 - 1950年7月31日。武州鉄道岩槻北口駅との乗換駅）
- 土井停留所（現・春日部駅 - 藤の牛島駅間、当時は粕壁駅 - 藤の牛島駅間 1933年5月10日 - 1947年7月15日。貨物専用）
- （旧）南桜井駅（旧・永沼停留所、現・藤の牛島駅 - 南桜井駅間、当時は牛島信号所 - 武州川辺駅間 1930年12月9日 - 1956年12月22日。米島駅と統合され同駅の位置に移転）
- 米島駅（現・藤の牛島駅 - 川間駅間、当時は旧・南桜井駅 - 武州川辺駅間 1943年11月6日 - 1945年9月30日休止 - 1956年12月22日。貨物専用。旧・南桜井駅と統合され、同駅が米島駅の位置に移転）
- 武州川辺駅（現・南桜井駅 - 川間駅間 1930年12月6日 - 1945年5月20日休止 - 1950年7月5日）
- 北柏駅（現・豊四季駅 - 柏駅間 1933年6月3日[23] - 1945年4月30日休止 - 1955年7月5日。1943年1月25日までは「柏競馬場前駅」、常磐線の北柏駅とは別）
- 北総鉄道船橋線柏駅（現・柏駅の東口 1923年12月27日 - 1930年8月30日。野田線柏駅と船橋線柏駅は常磐線を挟んで東西に分かれていた。運用の統一をはかるため、常磐線を越える跨線橋を架けて船橋線を野田線柏駅に付け替え統合した）
- 海神駅（現・京成電鉄海神駅 1929年12月25日 - 1933年11月1日休止 - 1934年3月31日。船橋駅 - 海神駅間に総武鉄道海神線があった）

### 専用線など
- 下総航空基地 : 六実駅南側より旧日本陸軍藤ヶ谷飛行場（→アメリカ空軍白井基地→現・海上自衛隊下総航空基地）へ通じる単線の専用線が存在した。
- 新京成線連絡線 : 昭和の一時期、新京成電鉄新京成線（現・京成松戸線）の初富駅 - 松戸駅間の建設に際し、資材輸送用の連絡線が現・鎌ケ谷市内に存在した。

## 今後の予定
- 春日部駅ジャンクション機能強化の一環として、野田線と伊勢崎線の相互乗り入れの強化によるアクセス性向上、都心からの速達性向上を図る[広報 41]。
- 春日部駅付近で連続立体交差事業が計画されている。2019年3月に都市計画が決定した[広報 42]。当初計画では伊勢崎線のホームは島式2面4線、野田線のホームは島式1面2線とする計島式3面6線構造であったが、上述のジャンクション機能強化も併せ持たせることになり、伊勢崎線と野田線の相互乗り入れを容易にしつつ運行本数の増加も可能なよう、野田線のホームを島式2面4線、伊勢崎線と合わせて島式4面8線構造とする方針に変更された[報道 10]。2032年3月完成予定[75]。
- 七里駅 - 岩槻駅間（旧加倉駅から七里駅寄りの位置）に宮ヶ谷塔駅、藤の牛島駅 - 南桜井駅間（旧南桜井駅の開業当時の位置付近）に庄和永沼駅、柏駅 - 新柏駅間に常盤台駅（東上線のときわ台駅とは無関係）[広報 43]、馬込沢駅 - 塚田駅間に運動公園駅（または旭町駅）[76][広報 44]（いずれも仮称）と、各々新駅の設置が要望・検討されているが、具体的な目処は立っていない。
- 2018年度の設備投資計画では、ホームドアを既に設置済みの柏駅・船橋駅に加え、大宮駅・春日部駅・流山おおたかの森駅でも2021年度以降に整備する予定としている[広報 45]。なお、2035年度までに全駅にホームドアあるいはホーム柵（ホーム監視システム付き）を設置することが2022年10月に発表され[広報 46]、2023年度の設備投資計画では、ホーム柵を新柏駅・鎌ケ谷駅・馬込沢駅で整備・供用、六実駅・塚田駅は整備に着手する（供用は翌年度以降）。
- 将来的に大宮駅の橋上駅舎化と2面3線化、ホーム位置の南進を計画している[77]（「他社線との直通構想」の節も参照）。
- 2025年3月8日より5両編成の新型車両「80000系」を順次導入している[報道 9][広報 20]。発表時点の利用状況を踏まえて、新型車両の導入とともに、既存の車両の編成も、6両から5両に変更する[広報 47]。

## 愛称について
東武鉄道は、2012年に東武自らが社有地を提供して建設した「東京スカイツリー」のPRを兼ねて、伊勢崎線の浅草駅および押上駅から東武動物公園駅までの区間の愛称として「東武スカイツリーライン」を導入したのに続き、2014年に野田線の愛称として「東武アーバンパークライン」を導入した。
東武鉄道によれば、「アーバンパーク」は「“アーバン（Urban）＝都市”と“パーク（Park）＝公園”を組み合わせた造語」で、野田線は東京近郊のベッドタウン間を走行する路線として都市間輸送を担い、都心に向かう通勤・通学路線との乗換駅を複数有する交通利便性が高い路線で、沿線に身近に自然を感じられる公園などが多く点在する憩いのある住みやすい路線でもあることから、この愛称を命名したとしている。
こうした「公式見解」に対して、愛称導入と同時期に東武が造成・販売を開始した清水公園駅東口側の大規模住宅分譲地「ソライエ清水公園アーバンパークタウン」 のPRを兼ねていたとみる向きもある。
この愛称については、導入直後に行われたアンケートで肯定的な意見がわずか3%しかなく、現状維持的な意見（「野田線のまま」）が33%、否定的な意見が38%と、好意的に受け取られてない。2020年現在、東武アーバンパーククラインPR事務局によるインターネット調査によると、「アーバンパークライン」と呼んでいるのは利用者の25%程度で、20代は4割が愛称を使っているのに対し、40〜50代は8割以上が「野田線」と（正式路線名で）呼び続けており、中高年ほど愛称は浸透していない。もっとも駅名や愛称などは、年配や高齢者を中心に昔の名前で呼び続ける人も多く、若年層を中心にある程度は浸透してきているという見方もある。
沿線の自治体8市で、愛称のみを使用または優先的に用いている自治体は「東武鉄道からの要請を受けて調整した」という柏市だけという状態である（2018年1月現在）。
なお、2014年9月にケーブルテレビ局J:COM 東関東で放送された柏市の広報番組『これってナンダイ!?市立柏研Q所（カシケン）』番組内にて、東武鉄道の社員である柏駅長が柏駅を境に大宮方を「大宮線」、船橋方を「船橋線」と呼称して柏駅のスイッチバックの成り立ちを説明していた。また番組内で柏駅構内のポイント付近を映した場面でも大宮線、船橋線とのテロップの表示がある。